# Lufthansa
Deutsche Lufthansa AG, o più semplicemente Lufthansa, è la principale compagnia aerea tedesca per numero di passeggeri trasportati e dimensione della flotta. Ha come hub principale l'Aeroporto di Francoforte sul Meno e come hub secondario l'aeroporto di Monaco di Baviera.
Lufthansa fa parte di Star Alliance (di cui è uno dei membri fondatori), la più importante alleanza di compagnie aeree. Il Gruppo Lufthansa ha al 2025 una flotta di oltre 900 aerei e circa 110.000 dipendenti in tutto il mondo.

## Storia

### Dopoguerra e anni '50

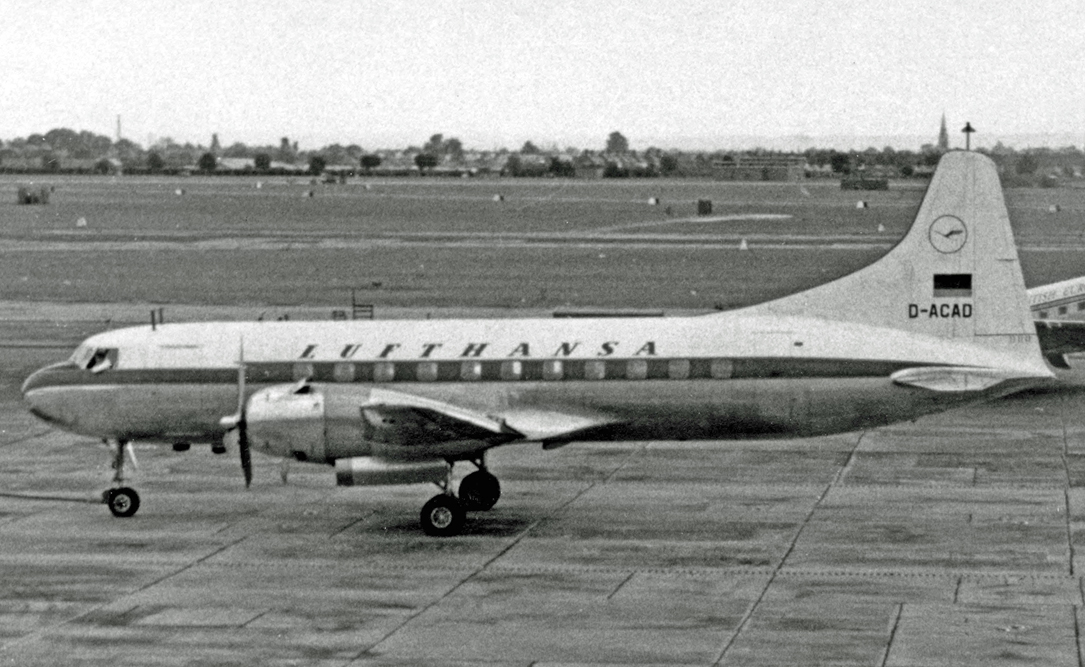
Un Convair CV-340 nel 1954.

Lufthansa fa risalire le sue origini al 1926, quando la Deutsche Luft Hansa A.G. (designata come Deutsche Lufthansa dal 1933 in poi) si formò a Berlino. DLH, come era nota, era la compagnia di bandiera della Germania fino al 1945 quando tutti i servizi furono terminati in seguito alla sconfitta della Germania nazista; era stato dimostrato che la Deutsche Luft Hansa faceva affidamento sull'uso del lavoro forzato e ospitava lavoratori forzati sul sito dell'aeroporto di Tempelhof. Nel tentativo di creare una nuova compagnia aerea nazionale, la Aktiengesellschaft für Luftverkehrsbedarf (Luftag), venne fondata a Colonia il 6 gennaio 1953, con molti dei suoi dipendenti che avevano lavorato per la Lufthansa prebellica; questi includevano Kurt Weigelt, un nazista condannato per crimini di guerra che prestava servizio nel consiglio della nuova Lufthansa, e Kurt Knipfer, un membro del partito nazista dal 1929 che guidò Luft Hansa dal 1933 al 1945.
Alla Germania Ovest non era stata ancora concessa la sovranità sul suo spazio aereo, quindi non si sapeva quando la nuova compagnia aerea sarebbe diventata operativa. Tuttavia, nel 1953, Luftag ordinò quattro Convair CV-340 e quattro Lockheed L-1049 Super Constellation e istituì una base di manutenzione all'aeroporto di Amburgo gestita da Lufthansa Technik. Il 6 agosto 1954, Luftag acquisì il nome e il logo della liquidata Deutsche Lufthansa per DM 30.000 (equivalenti a 38000 € oggi), continuando così la tradizione.
Il 1º aprile 1955 Lufthansa ottenne l'approvazione per avviare voli interni di linea, collegando Amburgo, Düsseldorf, Francoforte sul Meno, Colonia e Monaco. I voli internazionali iniziarono il 15 maggio 1955 per Londra, Parigi e Madrid, seguiti dai voli per New York dal 1º giugno di quell'anno e attraverso l'Atlantico meridionale dall'agosto 1956. Nell'agosto 1958, quindici 1049G e 1649 di Lufthansa decollavano dalla Germania ogni settimana per il Canada e gli Stati Uniti, tre 1049G per il Sud America, tre per Teheran e uno per Baghdad. Parallelamente, la compagnia aerea avviò anche una campagna di marketing. Le sfide consistevano nell'incoraggiare i viaggiatori a considerare di visitare il paese sulla scia della seconda guerra mondiale, oltre a offrire servizi ad altre nazioni tramite l'hub dell'aeroporto di Francoforte. Più specificamente, gli sforzi di Lufthansa riflettevano lo sviluppo di una forma moderna di consumismo e pubblicità attraverso la vendita di viaggi aerei. Nel 1963, la compagnia aerea, inizialmente limitata nei suoi sforzi di pubbliche relazioni, era diventata un'importante immagine della Germania Ovest all'estero.
Lo status speciale di Berlino significava che Lufthansa non poté volare verso nessuna delle due parti di Berlino fino alla riunificazione tedesca nel 1990. Inizialmente si pensava fosse solo una questione temporanea (e con l'intenzione di spostare la sede della compagnia aerea e la base principale lì una volta che la situazione politica fosse cambiata ); la divisione tedesca si rivelò più lunga del previsto, il che portò gradualmente l'aeroporto di Francoforte a diventare l'hub principale di Lufthansa.
La Germania Est cercò di stabilire la sua compagnia aerea nel 1955 utilizzando il nome Lufthansa, ma questo provocò una controversia legale con la Germania Ovest, dove operava Lufthansa. La Germania dell'Est fondò quindi Interflug come sua compagnia aerea nazionale nel 1963, che coincise con la chiusura della Lufthansa della Germania dell'Est.

### Anni '60: l'era dei jet

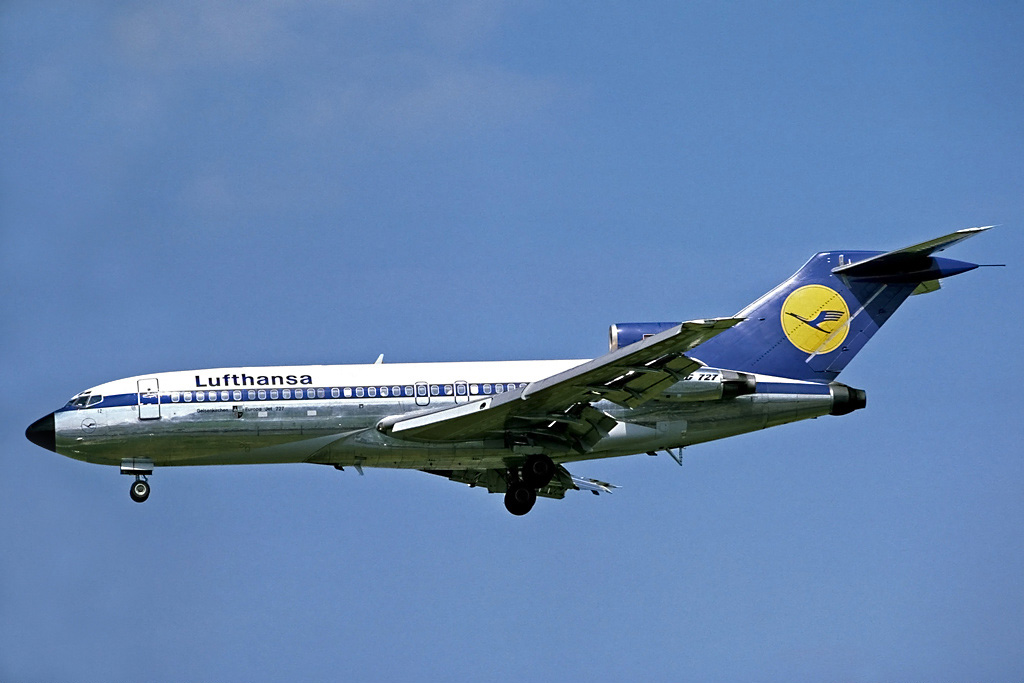
Un Boeing 727-100 a Londra nel 1978.

Nel 1958 Lufthansa ordinò quattro Boeing 707 e iniziò i voli da Francoforte a New York nel marzo 1960. Successivamente furono acquistati alcuni Boeing 720B. Nel febbraio 1961, le rotte dell'Estremo Oriente furono estese oltre Bangkok, Thailandia, fino a Hong Kong e Tokyo. Lagos, Nigeria, e Johannesburg, Sudafrica, furono aggiunte nel 1962.
Lufthansa introdusse i Boeing 727 nel 1964 e nel maggio dello stesso anno iniziò la rotta da Francoforte a Tokyo via Anchorage. Nel febbraio 1965 la società ordinò ventuno Boeing 737 che entrarono in servizio nel 1968. Lufthansa fu il primo cliente del Boeing 737 ed era uno dei quattro acquirenti dei 737-100 (gli altri erano la NASA, Malaysia-Singapore Airlines e Avianca). Lufthansa fu il primo cliente straniero di un aereo di linea della Boeing.

### Anni '70 e '80: l'era dei wide body

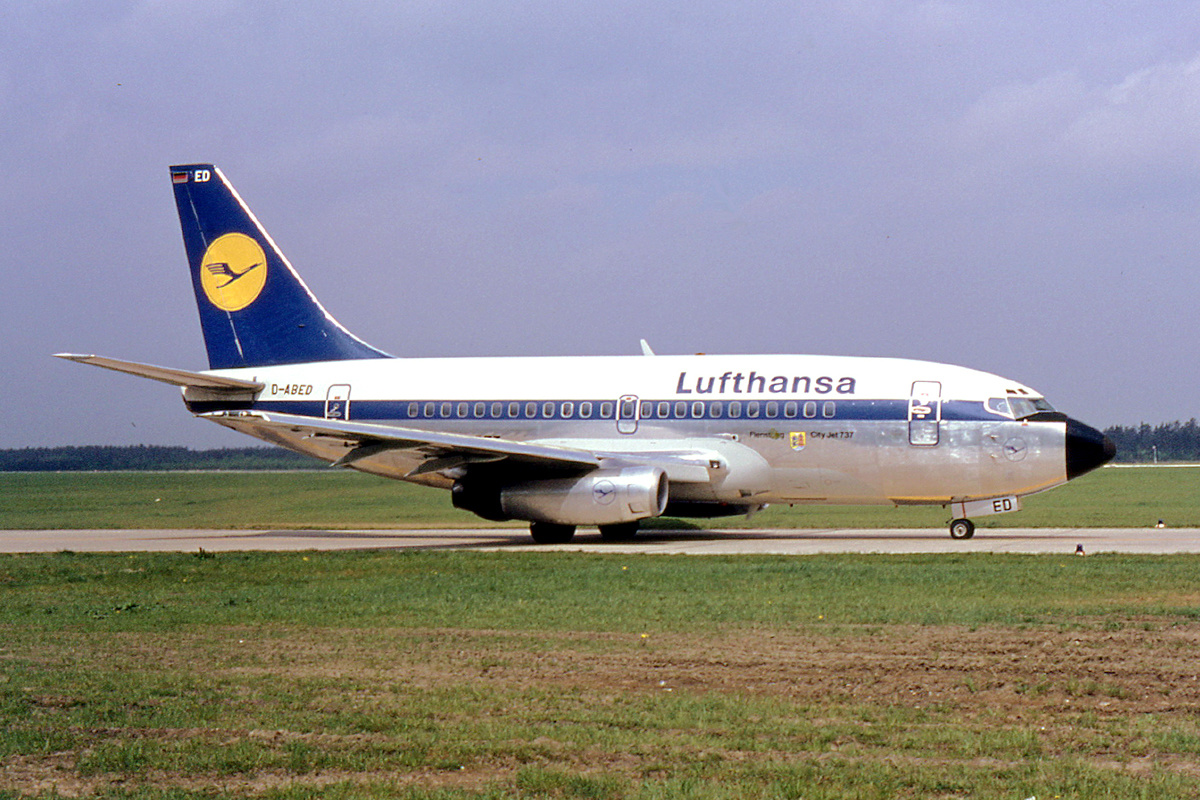
Lufthansa è stata uno dei clienti di lancio del Boeing 737.

L'era dei wide body per Lufthansa iniziò con il primo volo di un Boeing 747 il 26 aprile 1970. Fu seguita dall'introduzione del DC-10-30 il 12 novembre 1973 e del primo Airbus A300 nel 1976. Nel 1979 Lufthansa e Swissair divennero clienti di lancio per l'Airbus A310 con un ordine per venticinque aeromobili.
Il programma di modernizzazione della flotta della compagnia per gli anni novanta iniziò il 29 giugno 1985, con un ordine per quindici Airbus A320 e sette Airbus A300-600. Dieci Boeing 737-300 furono ordinati pochi giorni dopo. Tutti vennero consegnati tra il 1987 e il 1992. Lufthansa acquisì anche Airbus A321, Airbus A340 e Boeing 747-400.

### Anni '90 e 2000: ulteriore espansione

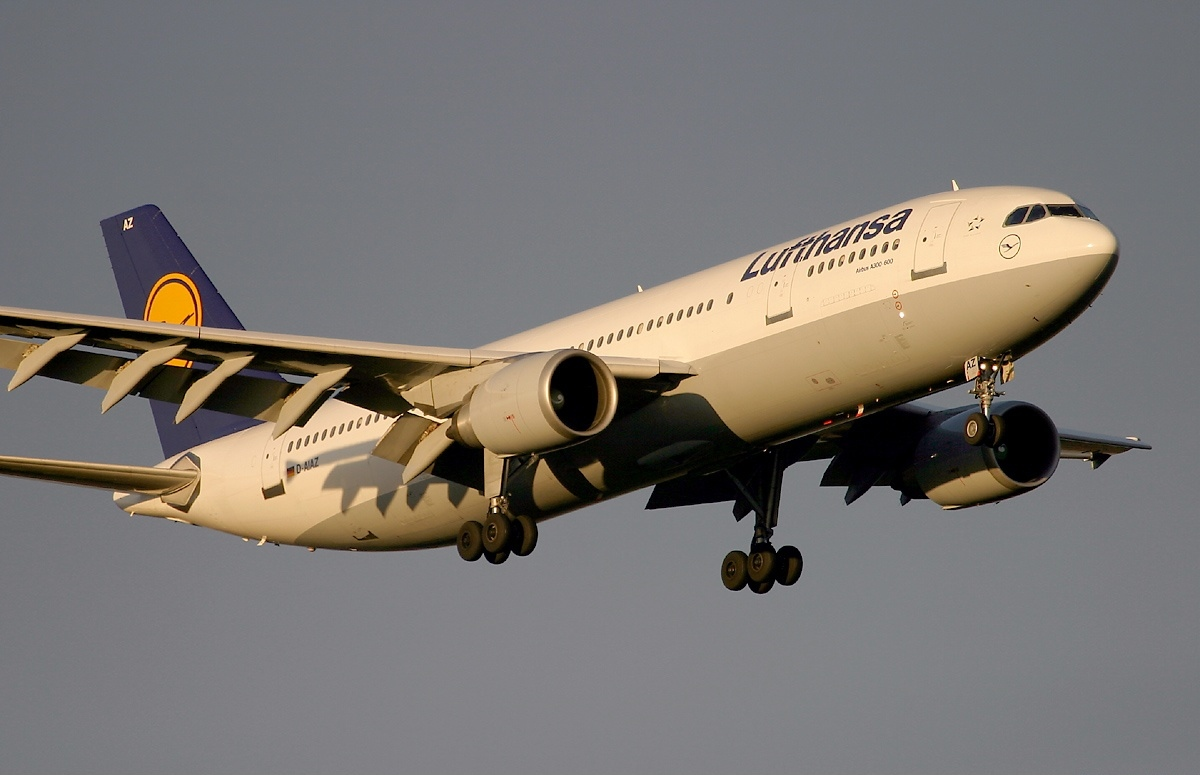
Un Airbus A300-600 a Francoforte nel 2003.

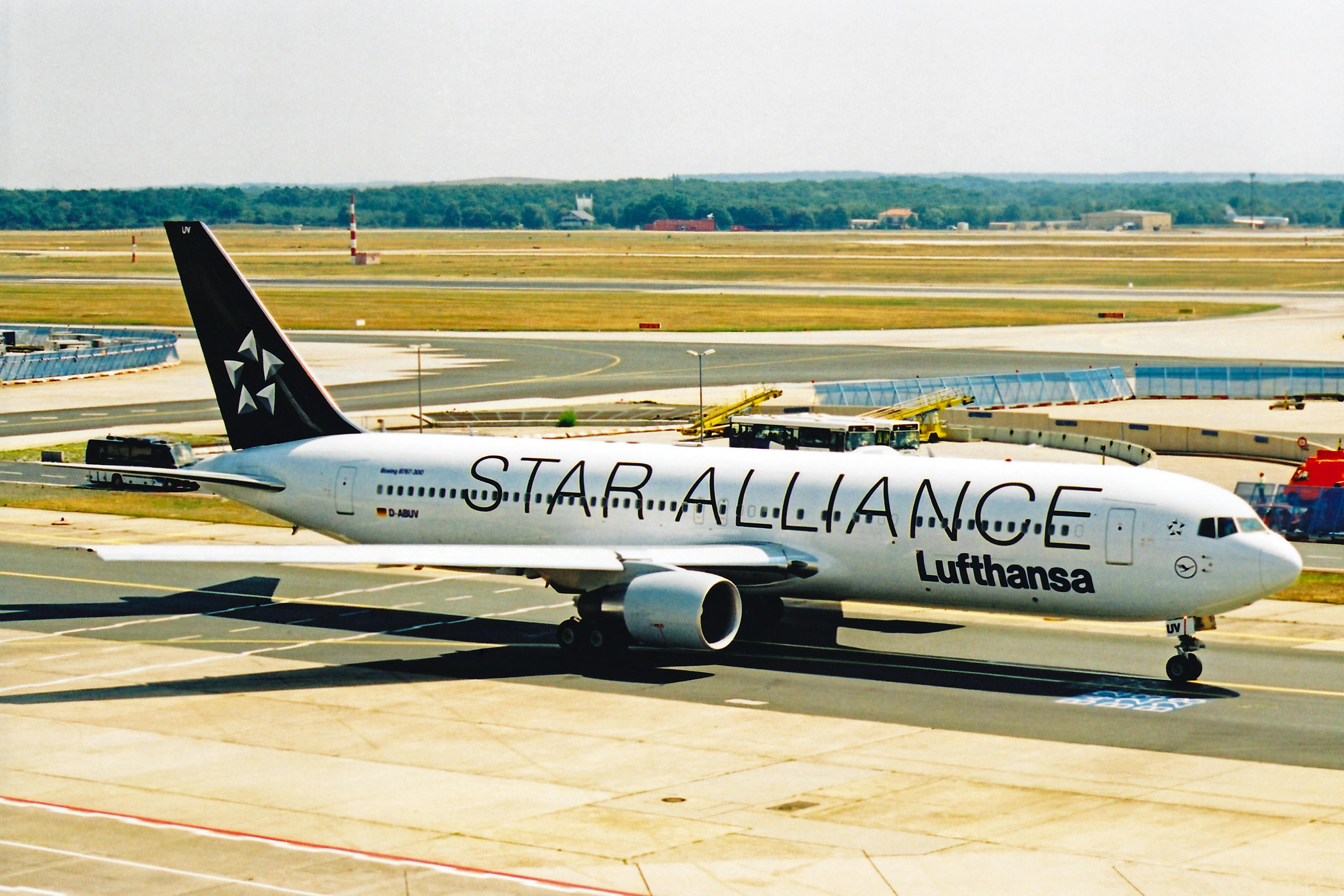
Un Boeing 767-300ER in livrea Star Alliance.

Il 28 ottobre 1990, 25 giorni dopo la riunificazione, Berlino divenne di nuovo una destinazione di Lufthansa. Il 18 maggio 1997, Lufthansa, Air Canada, Scandinavian Airlines, Thai Airways International e United Airlines fondarono la Star Alliance, la prima alleanza multilaterale di compagnie aeree al mondo.
Nel 1999, Lufthansa partecipò all'iniziativa della German Business Foundation che affrontava azioni legali collettive contro le società tedesche per misfatti dell'era della seconda guerra mondiale, compreso l'uso del lavoro forzato, pagando, secondo quanto riferito, 10 milioni di marchi tedeschi. Lo stesso anno, Lufthansa incaricò lo studioso Lutz Budrass di indagare sull'uso del lavoro forzato da parte della sua società predecessore, Deutsche Luft Hansa, durante la seconda guerra mondiale; la compagnia rifiutò di pubblicare lo studio risultante del Dr. Budrass per più di un decennio.
Nel 2000, Air One divenne una compagnia aerea partner di Lufthansa e quasi tutti i voli della Air One venivano condivisi con Lufthansa fino all'acquisizione della compagnia italiana da parte di Alitalia. Mentre molte altre compagnie aeree avevano annunciato licenziamenti (in genere il 20% della loro forza lavoro), Lufthansa mantenne la sua forza lavoro anche dopo gli attentati dell'11 settembre 2001.
Il 6 dicembre 2001, Lufthansa ha annunciato un ordine per 15 Airbus A380 con altri 10 in opzioni, confermato poi il 20 dicembre. La flotta di A380 sarebbe stata utilizzata esclusivamente per voli a lungo raggio a partire da Francoforte.
Nel giugno 2003, Lufthansa aprì il Terminal 2 dell'aeroporto Franz Josef Strauß di Monaco per aiutare il suo hub principale, Francoforte, che soffriva di limitazioni di capacità. È uno dei primi terminal in Europa parzialmente di proprietà di una compagnia aerea.
Nell'autunno 2003, l'attuazione di una nuova strategia di vendita avviata dall'allora vicepresidente esecutivo in carica Thierry Antinori per adeguare l'azienda all'era digitale, portò all'abolizione del pagamento delle commissioni per le agenzie di viaggio. Questo portò a una rivoluzione nel settore dei viaggi tedesco con la scomparsa di molte agenzie di viaggio dal mercato da un lato e l'ascesa di nuove piattaforme di distribuzione digitale dall'altro.
Il 22 marzo 2005, Swiss International Air Lines venne acquistata dalla holding di Lufthansa. L'acquisizione includeva la clausola in base alla quale agli azionisti di maggioranza (il governo svizzero e le grandi società svizzere) sarebbe stato offerto un pagamento se il prezzo delle azioni di Lufthansa avesse sovraperformato un indice di una compagnia aerea negli anni successivi alla fusione. Le due società avrebbero continuato ad essere gestite separatamente.
Il 6 dicembre 2006, Lufthansa ha effettuato un ordine per 20 Boeing 747-8, diventando il cliente di lancio del modello passeggeri. La compagnia aerea è anche la seconda europea a gestire l'Airbus A380 (dopo Air France). Il primo A380 è stato consegnato il 19 maggio 2010, mentre il primo 747-8 è entrato in servizio nel 2012.
Nel settembre 2008, Lufthansa Group ha annunciato l'intenzione di acquistare una partecipazione in Brussels Airlines (SN). Nel giugno 2009, la Commissione europea ha concesso l'approvazione e Lufthansa ha acquisito il 45% di SN. Nel settembre 2016, Lufthansa ha annunciato che avrebbe acquistato il resto di Brussels Airlines per 2,6 milioni di euro. La transazione è stata completata all'inizio di gennaio 2017. La decisione è stata parzialmente presa dopo l'attentato all'aeroporto di Bruxelles del marzo 2016, che ha fatto perdere a SN quasi 5 milioni di euro al giorno fino al 3 aprile.
Nel settembre 2009, Lufthansa ha acquistato Austrian Airlines con l'approvazione della Commissione europea.
L'11 giugno 2010 è iniziato il servizio tra Francoforte e Tokyo con gli A380.

### Anni 2010: crisi e ristrutturazione

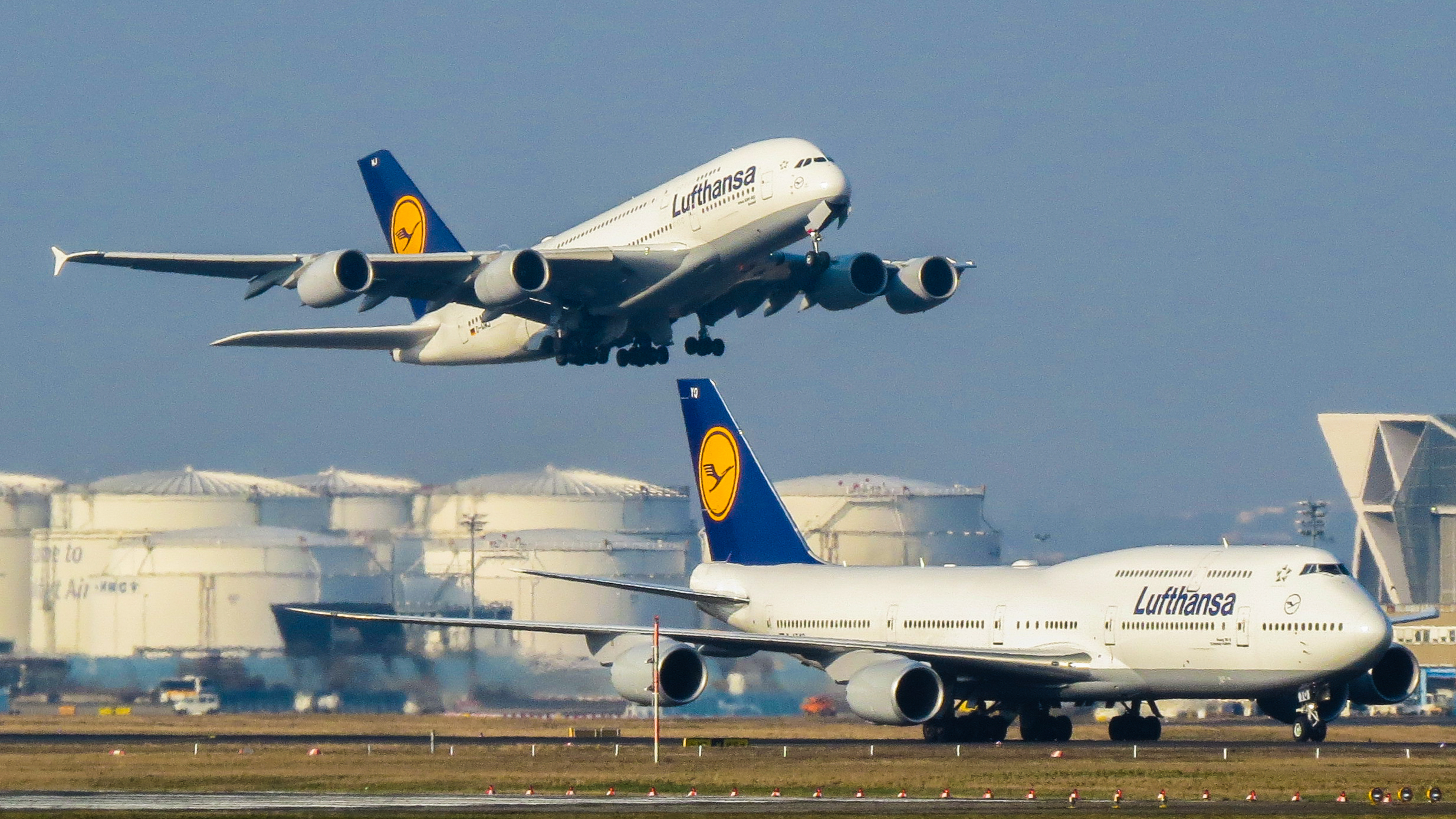
I Boeing 747-8I e gli Airbus A380, insieme agli Airbus A350-900, costituiscono la colonna portante per i voli a lungo raggio della compagnia.

Dopo una perdita di 381 milioni di euro nel primo trimestre del 2010 e un'altra perdita di 13 milioni nel 2011 a causa della recessione economica e dei costi di ristrutturazione, Deutsche Lufthansa AG ha tagliato 3.500 posizioni amministrative o circa il 20% del totale impiegatizio di 16.800. Nel 2012, Lufthansa ha annunciato un programma di ristrutturazione chiamato SCORE per migliorare il proprio profitto operativo. Come parte del piano di ristrutturazione, la compagnia ha iniziato a trasferire tutti i voli a corto raggio al di fuori dei suoi hub di Francoforte, Monaco e Düsseldorf alla compagnia aerea ribattezzata Germanwings.
Nel settembre 2013, Lufthansa Group ha annunciato il suo ordine per 59 aeromobili a fusoliera larga per un valore di oltre 14 miliardi di euro a prezzi di listino. All'inizio dello stesso anno, Lufthansa ha effettuato un ordine per 100 velivoli a fusoliera stretta di nuova generazione.
Il gruppo ha avuto una disputa con il sindacato Vereinigung Cockpit che richiedeva un programma in cui i piloti avrebbero potuto ritirarsi all'età di 55 anni, con il 60% della loro paga trattenuto, cosa che Lufthansa insisteva non fosse accessibile. I piloti della Lufthansa, insieme a quelli della Germanwings, organizzarono uno sciopero nazionale a sostegno delle loro richieste nell'aprile 2014 che durò tre giorni, e uno sciopero di sei ore alla fine delle vacanze estive nel settembre 2014, che causò la cancellazione di 200 voli della Lufthansa e 100 voli della Germanwings.
Nel novembre 2014, Lufthansa ha firmato un accordo di esternalizzazione del valore di 1,25 miliardi di dollari con IBM che ha visto la società statunitense rilevare la divisione dei servizi di infrastruttura IT e il personale della compagnia aerea.
Nel giugno 2015, Lufthansa ha annunciato l'intenzione di chiudere la sua piccola base a lungo raggio all'aeroporto di Düsseldorf per motivi economici entro ottobre 2015. All'epoca, la base era composta da due Airbus A340-300 che ruotavano tra Newark e Chicago. Di conseguenza, il servizio per Chicago da Düsseldorf è stato dapprima reso stagionale, sospeso per la stagione invernale 2015 e poi annullato del tutto. La rotta Düsseldorf-Newark si è conclusa il 30 novembre 2018, operata con un Airbus A330-300.
Il 22 marzo 2016 Lufthansa ha concluso le operazioni dei suoi Boeing 737-500. L'ultimo Boeing 737 della compagnia aerea (un 737-300) è stato ritirato il 29 ottobre 2016, dopo un volo da Milano a Francoforte. Lufthansa ha operato il 737 in diverse varianti per quasi 50 anni; il primo aereo era stato consegnato il 27 dicembre 1967.
Il 4 dicembre 2017, Lufthansa è diventata la prima compagnia aerea europea a ricevere la certificazione Skytrax a 5 stelle. Come affermato da Skytrax, un fattore chiave nel rating positivo è stato l'annuncio di una nuova cabina e posti a sedere in Business Class che avrebbe dovuto essere introdotta nel 2020. Mentre questo fa di Lufthansa la decima compagnia aerea a detenere questo premio, in realtà la quinta stella è stata assegnata a un prodotto che avrebbe dovuto essere introdotto due anni dopo la valutazione. Per festeggiare, Lufthansa ha dipinto un Airbus A320 e un Boeing 747-8 nella livrea "5 Starhansa".
Nel marzo 2018, Lufthansa e altre compagnie aeree come British Airways e American Airlines hanno accettato una richiesta da Pechino di inserire Taiwan come parte della Cina.
Nel marzo 2019, Lufthansa ha ordinato 20 Boeing 787-9 e altri 20 Airbus A350-900 per la sostituzione e l'espansione della flotta propria e del gruppo. Inoltre, la compagnia aerea ha annunciato che rivenderà sei A380 ad Airbus, a partire dal 2022.

### Anni 2020: pandemia e ripresa

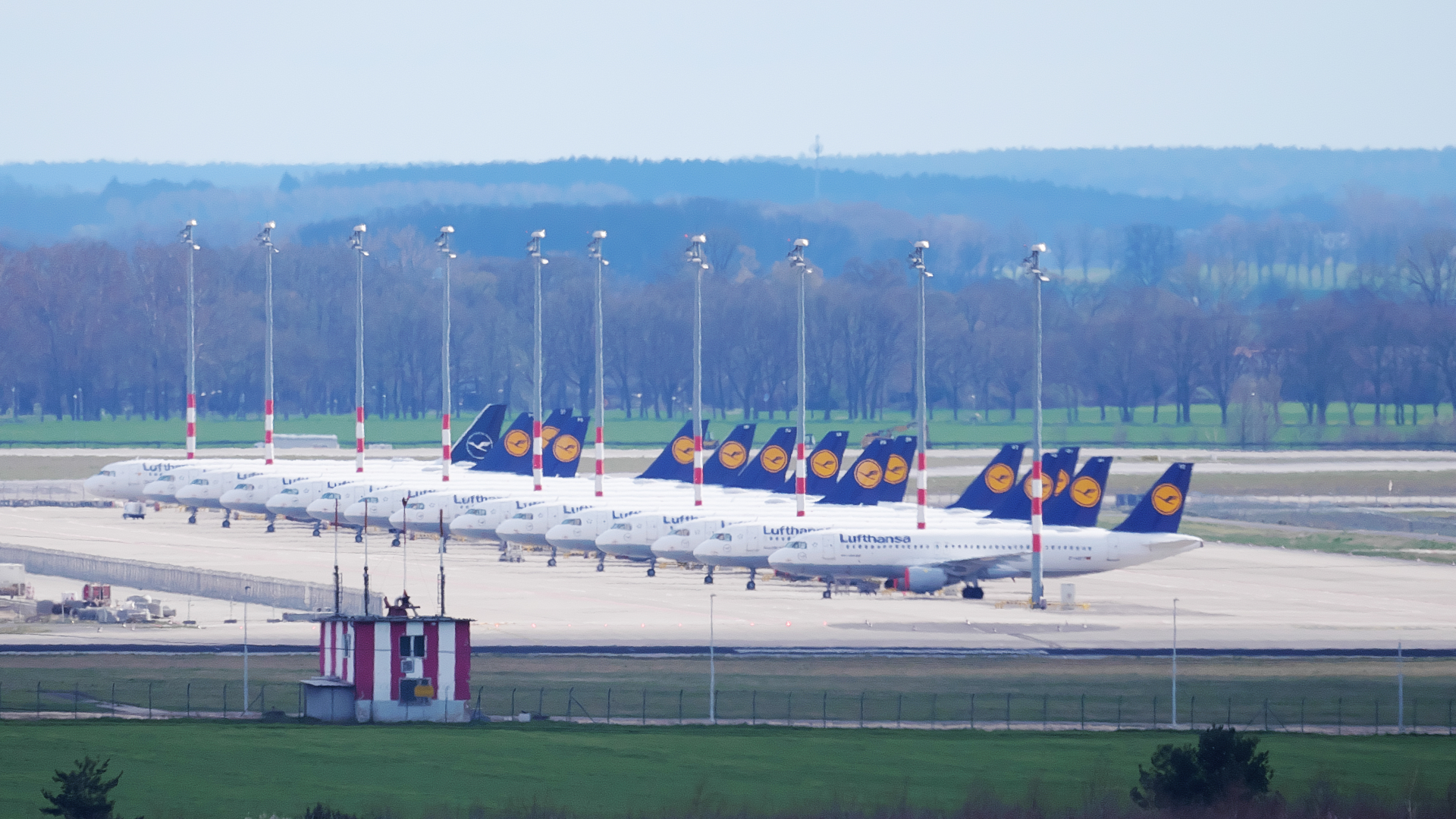
15 aerei della compagnia parcheggiati a Berlino a causa della cancellazione del 95% dei voli.

Il 19 marzo 2020, Lufthansa ha cancellato il 95% di tutti i voli a causa dei divieti di viaggio causati dalla pandemia di COVID-19. Di conseguenza, la compagnia aerea ha subito perdite di un milione di euro l'ora fino ad aprile 2020. Sebbene Lufthansa abbia ridotto i costi per tutto il 2020, i continui rischi per la salute e le restrizioni di viaggio hanno comunque causato perdite orarie di circa 500.000 euro in media fino all'inizio del 2021.
Il 14 maggio, Hans DeHaan di Lufthansa aveva dichiarato che la compagnia aerea avrebbe ripreso i voli tra Toronto e Francoforte a partire dal 3 giugno; tutti i viaggi internazionali non essenziali erano stati precedentemente vietati. Prima della pandemia, Lufthansa operava 64 voli settimanali tra i due paesi. I piani di recupero della compagnia prevedevano voli cargo ad alta densità per sostituire i clienti paganti. Le compagnie aeree del Lufthansa Group richiedono a tutti i passeggeri di indossare una mascherina mentre sono a bordo.
Il 26 giugno, gli azionisti di Deutsche Lufthansa AG hanno votato a favore dell'accettazione delle misure di capitale e della partecipazione del Fondo di stabilizzazione economica (WSF) della Repubblica federale di Germania a Deutsche Lufthansa AG. In totale, quell'estate Lufthansa ha ricevuto circa 9 miliardi di euro di assistenza governativa.
Nel gennaio 2021, il CEO di Lufthansa Carsten Spohr ha annunciato che l'intera flotta di Airbus A340-600 attualmente in storage sarebbe stata ritirata con effetto immediato e non sarebbe più tornata in servizio. Sempre a causa della pandemia, DLH ha deciso di ritirare la metà dei suoi A380, ovvero 7 dei 14 esemplari posseduti.
Nel settembre 2022, Spohr ha comunicato che la compagnia di volo tedesca è tornata in mani private come prima della pandemia. Lo Stato tedesco è intervenuto per il salvataggio della compagnia tramite l'acquisto di una serie di pacchetti azionari del gruppo; infine è stato ripagato con una plusvalenza di 760 milioni di Euro, pari al 248% della quota da 306 milioni acquistata nel 2021, ovvero, poco meno di due volte e mezzo tanto.
Il 25 maggio 2023 ha ufficializzato il passaggio della compagnia italiana ITA Airways, l'accordo prevede l'acquisizione del 40% immediato e del 90% entro il 2029. Il piano prevede una crescita dei ricavi fino a 4,1 miliardi previsti per il 2027 e la strategia dovrebbe portare a "un rinnovamento della flotta, che a fine 2027 conterà 94 aeromobili rispetto agli attuali 71, con un'età media di cinque anni, e garantiranno l'ottimizzazione dei consumi di carburante, dell'impatto ambientale e della classe italiana". Il trasferimento sarebbe stato accordato con il versamento di una cifra vicina ai 325 milioni di euro.

## Gestione aziendale

### Dati di bilancio
Di seguito sono riportati i principali risultati operativi e commerciali di Lufthansa Airlines degli ultimi anni (al 31 dicembre):
| Anno | Risultato operativo (in miliardi di €) | Ricavi (in miliardi di €) | Dipendenti (migliaia) | Coefficiente di riempimento Medio (in %) | Passeggeri trasportati (milioni) | Note   |
| ---- | -------------------------------------- | ------------------------- | --------------------- | ---------------------------------------- | -------------------------------- | ------ |
| 2016 | 1.6                                    | 15.4                      | 34.126                | 79.1                                     | 62.4                             | [ 37 ] |
| 2017 | 2.1                                    | 16.4                      | 33.779                | 81.6                                     | 65.8                             | [ 38 ] |
| 2018 | 1.7                                    | 15.8                      | 34.754                | 81.3                                     | 69.8                             | [ 39 ] |
| 2019 | 1.1                                    | 16.6                      | 39.582                | 82.5                                     | 72.4                             | [ 40 ] |
| 2020 | −4.7                                   | 4.1                       | 37.741                | 62.1                                     | 17.9                             | [ 41 ] |
| 2021 | −2.5                                   | 5.0                       | 35.738                | 60.3                                     | 23.5                             | [ 42 ] |
| 2022 | −0.43                                  | 13.1                      | 34.408                | 79.9                                     | 51.7                             | [ 43 ] |
| 2023 | 0.86                                   | 16.1                      | 36.707                | 82.4                                     | 60.2                             | [ 44 ] |
| 2024 | −0.11                                  | 16.5                      | 39.323                | 82.8                                     | 64.4                             | [ 45 ] |

## Identità aziendale

### Proprietà e sussidiarie
Lufthansa era una compagnia di proprietà statale fino al 1994. Da quel momento, il suo capitale azionario è rimasto suddiviso esclusivamente tra imprenditori privati. Questo con l'esclusione di una breve parentesi tra il 2020 e il 2022, in cui il Governo tedesco ha acquistato tramite aumento di capitale il 20% delle azioni del vettore, come misura per mitigare le conseguenze economiche della Pandemia di COVID-19. Dal 2022 Klaus-Michael Kühne è diventato il maggior azionista, con una quota del 15,01%.

### Quartier generale

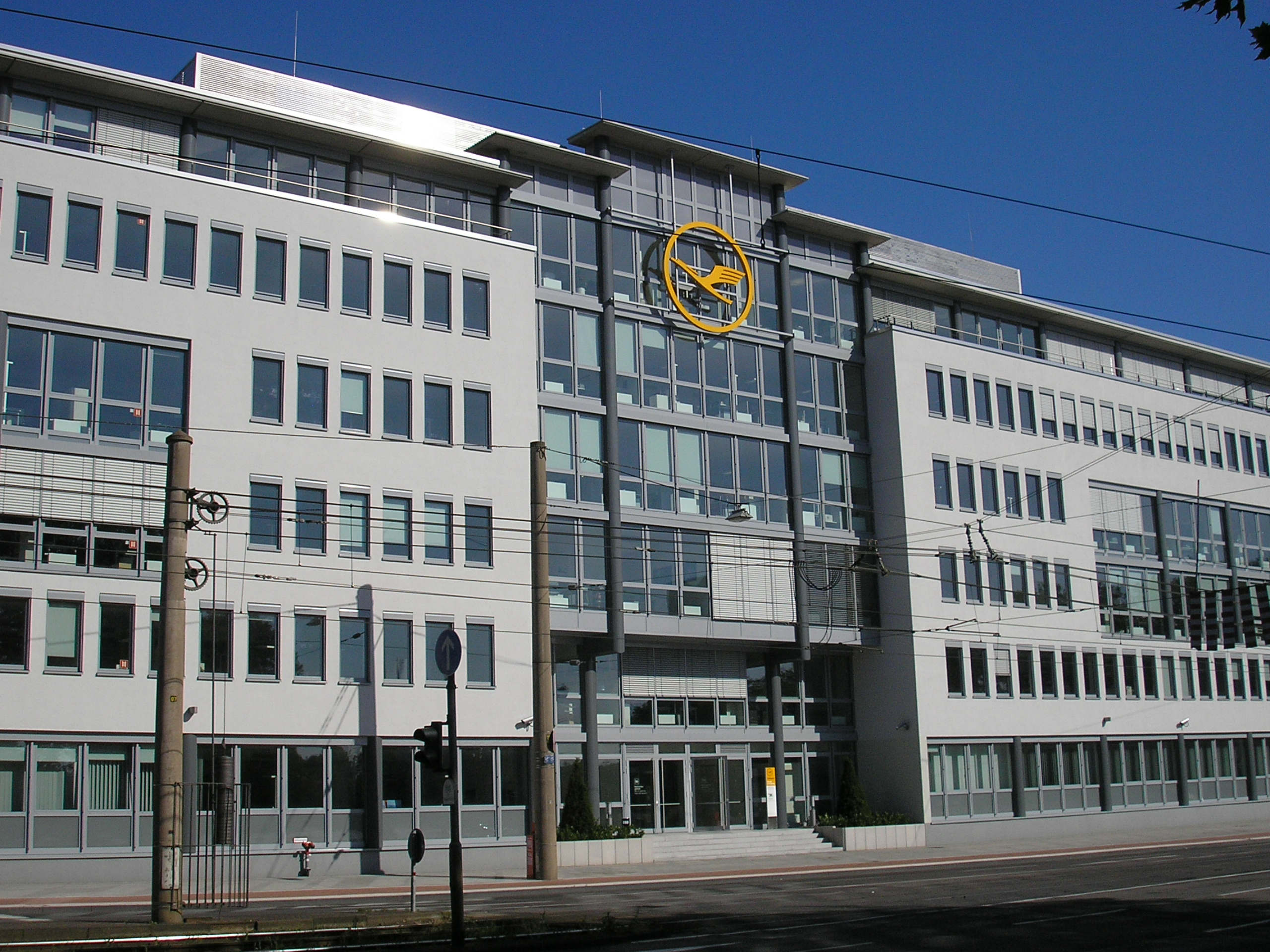
Il quartier generale di Lufthansa a Deutz, Colonia.

La sede aziendale di Lufthansa è a Colonia. Nel 1971, Lawrence Fellows del New York Times descrisse l'allora nuovo quartier generale che Lufthansa occupava a Colonia come "scintillante". Nel 1986, i terroristi bombardarono l'edificio; nessuno rimase ferito. Nel 2006, i muratori hanno posato la prima pietra della nuova sede Lufthansa a Deutz, Colonia. Entro la fine del 2007, Lufthansa prevedeva di trasferire 800 dipendenti, compreso il dipartimento finanziario dell'azienda, nel nuovo edificio. Tuttavia, all'inizio del 2013, Lufthansa ha rivelato l'intenzione di trasferire la sua sede centrale da Colonia a Francoforte entro il 2017.

Diversi reparti Lufthansa non si trovano nella sede centrale; invece si trovano nel Lufthansa Aviation Center dell'aeroporto di Francoforte. Questi dipartimenti includono Corporate Communications, Investor Relations e Media Relations.

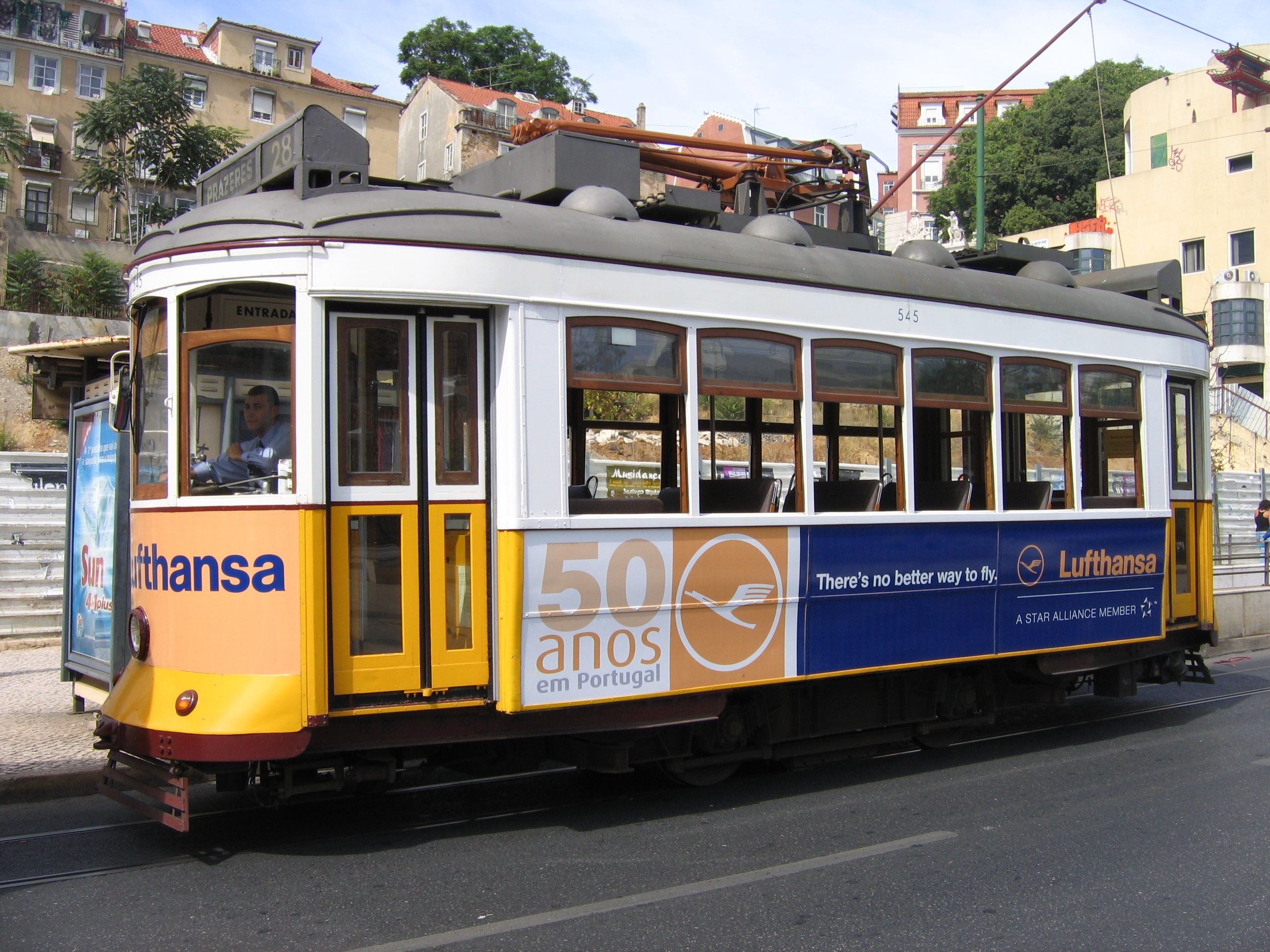
Pubblicità di Lufthansa su un tram a Lisbona.

### Storia del marchio
Il logo di Lufthansa, una gru stilizzata in volo, venne creato nel 1918 da Otto Firle. Faceva parte della livrea della prima compagnia aerea tedesca, la Deutsche Luft-Reederei (abbreviata DLR), che iniziò i servizi il 5 febbraio 1919. Nel 1926, la Deutsche Luft Hansa adottò questo simbolo e nel 1954 Lufthansa espresse continuità adottandolo.
Si ritiene che il creatore originale del nome Lufthansa sia F.A. Fischer von Puturzyn. Nel 1925 pubblicò un libro intitolato "Luft-Hansa" che esaminava le opzioni a disposizione dei responsabili delle politiche aeronautiche in quel momento. Luft Hansa era il nome dato alla nuova compagnia aerea, risultato della fusione della Junkers (Luftverkehr AG) e Deutscher Aero Lloyd.
Dopo la seconda guerra mondiale, l'azienda mantenne il blu e il giallo come colori principali e il logo della gru. Dall'inizio degli anni sessanta, Helvetica viene utilizzato per il nome dell'azienda sulla livrea, che in quegli anni presentava la metà superiore della fusoliera dipinta di bianco e la fusoliera inferiore (metà inferiore, compresi i motori) era in alluminio grigio/argento, sotto la fascia dei finestrini in blu e un muso dipinto di nero. Il logo della gru era dipinto di blu sui motori, sulla metà inferiore della fusoliera appena sotto i finestrini e su un cerchio giallo all'interno di una fascia blu sulla coda.
Il tedesco Otl Aicher creò un design aziendale completo per la compagnia aerea nel 1967. Il logo della gru era ora sempre visualizzato in un cerchio che, sulla livrea, era giallo su una coda altrimenti blu. Helvetica continuò a essere utilizzato come carattere tipografico principale sia per la livrea che per le pubblicazioni. La banda blu e lo schema di verniciatura generale del velivolo sono stati mantenuti dalla livrea precedente.
Il concetto di Aicher venne mantenuto nel progetto del 1988. La fascia dei finestrini venne rimossa e la fusoliera dipinta di grigio.
Nel 2018, Lufthansa ha rinnovato la propria livrea. La gru è stata mantenuta, tuttavia, lo sfondo è stato cambiato da giallo a blu scuro. Lo stabilizzatore verticale e la fusoliera posteriore sono dipinti in blu scuro, con il cono di coda bianco. La fusoliera principale è dipinta di bianco e il marchio "Lufthansa" è dipinto sopra i finestrini, anch'esso in blu scuro.

## Cabina

### Prima classe

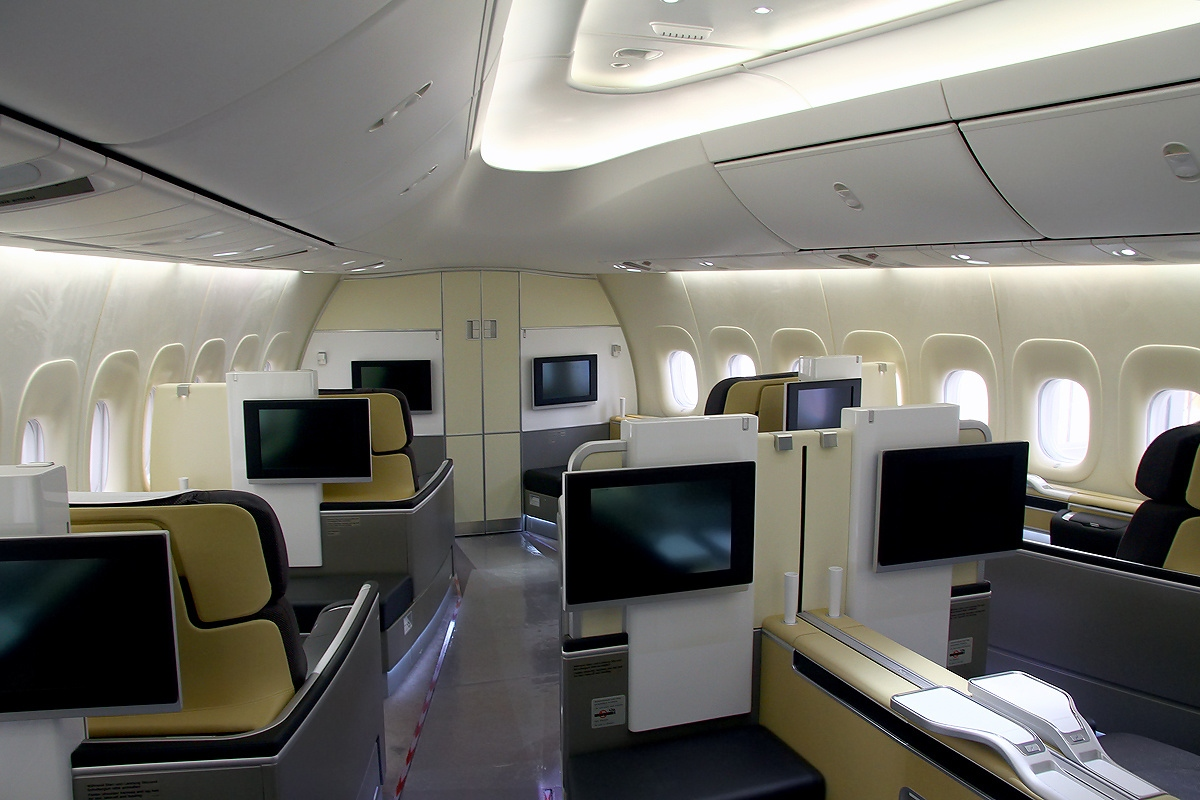
La prima classe su un Boeing 747-8I, in un layout 1-2-1.

La prima classe è offerta sulla maggior parte degli aeromobili a lungo raggio (la parte anteriore del ponte superiore di tutti gli Airbus A380 e la parte anteriore del ponte principale di tutti i Boeing 747-8I). Ogni posto può essere convertito in un letto da 2 metri, include prese di corrente per laptop e strutture per l'intrattenimento. I pasti sono disponibili su richiesta. Lufthansa offre banchi per il check-in di prima classe dedicati nella maggior parte degli aeroporti e offre lounge dedicate a Francoforte e Monaco, nonché un terminal di prima classe a Francoforte. I passeggeri in arrivo hanno la possibilità di utilizzare le strutture di arrivo di prima classe di Lufthansa, nonché la nuova Welcome Lounge. Lufthansa ha introdotto un nuovo prodotto di prima classe a bordo dell'Airbus A380 e prevede di introdurlo gradualmente su tutti i suoi aerei a lungo raggio. Con il nuovo programma SCORE, introdotto per aumentare i profitti di 1,5 miliardi di euro negli anni successivi, LH ha interrotto l'espansione delle rotte e ridotto notevolmente le sue offerte di First Class sulla maggior parte delle rotte.

### Business class

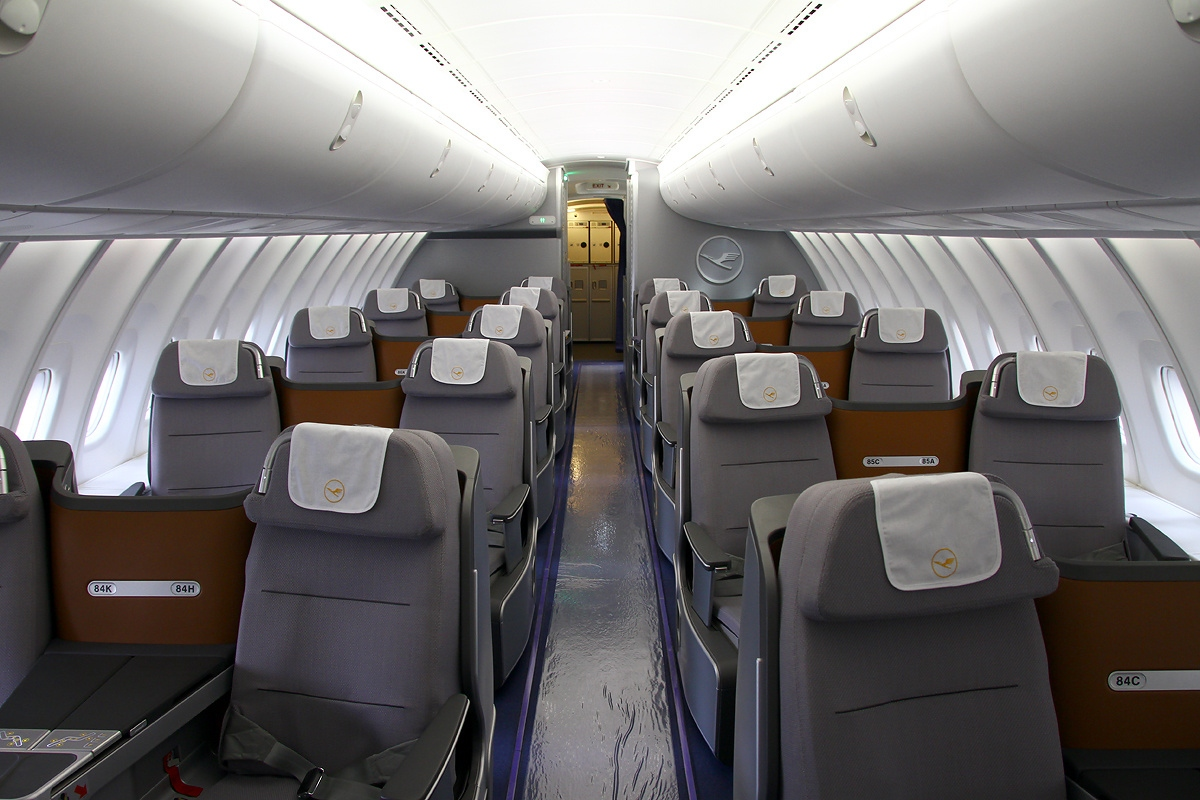
La business class su un Boeing 747-8I, in un layout 2-2.

La Business Class è offerta su tutti gli aeromobili. I sedili possono essere convertiti in letti reclinabili da 2 metri (6 piedi 7 pollici) e includono prese di corrente per laptop e strutture per l'intrattenimento. Lufthansa offre banchi check-in Business Class dedicati in tutti gli aeroporti, nonché lounge Business Class dedicate nella maggior parte degli aeroporti, o lounge convenzionate in altri aeroporti, nonché la Lufthansa Welcome Lounge all'arrivo a Francoforte. A partire dal 2014, la Business Class su tutti gli aeromobili a fusoliera larga è dotata di sedili reclinabili. Lufthansa ha rilasciato i piani per una nuova business class che verrà rilasciata sul Boeing 777-9X nel 2024.

### Premium economy

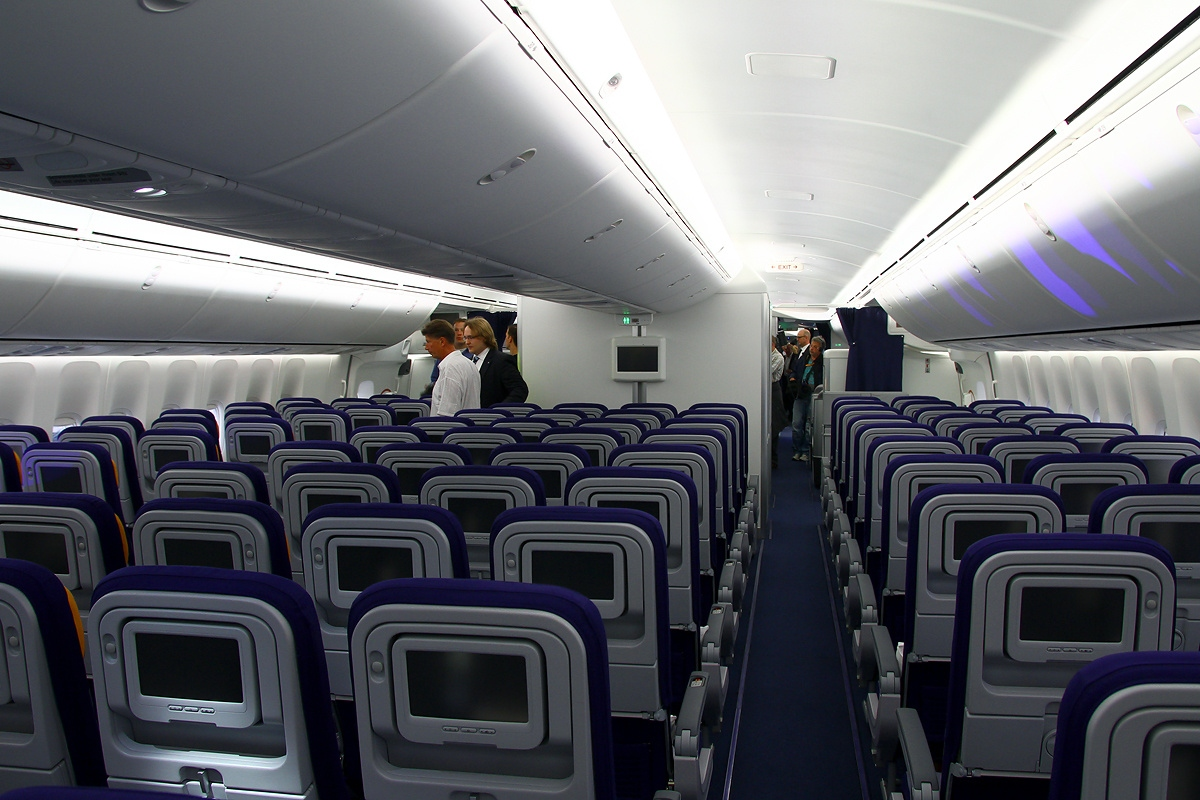
L'economy class su un Boeing 747-8I, in un layout 3-4-3.

Introdotta nel 2014, la Premium Economy di Lufthansa è presente su tutti gli aeromobili a lungo raggio. Simile nel design alle cabine Premium Economy di Air Canada o World Traveller Plus di British Airways, la Premium Economy presenta un passo di 38 pollici (970 mm) e una larghezza fino a 3 pollici (76 mm) in più rispetto alla classe economy, a seconda dell'aeromobile. I sedili sono inoltre dotati di uno schermo di intrattenimento personale sullo schienale da 11 o 12 pollici (280 o 300 mm) e di un bracciolo più grande che separa i sedili. Insieme alla prevista introduzione del Boeing 777-9X, la compagnia prevede di aggiungere una nuova cabina Premium Economy con un design "a guscio". Questi sedili verranno installati anche sui Boeing 777-300ER e sugli Airbus A340-300 di Swiss rispettivamente dal primo e dal secondo trimestre del 2021.

### Economy
La classe Economy di lungo raggio di Lufthansa è offerta su tutti gli aeromobili. Tutti i sedili hanno un passo di 31 pollici (790 mm) tranne gli Airbus A380, che hanno un passo di 33 pollici (840 mm). I passeggeri ricevono pasti e bevande gratuite. L'intera flotta offre schermi Audio-Video-On-Demand (AVOD).

## Servizi

### Lounge e terminal

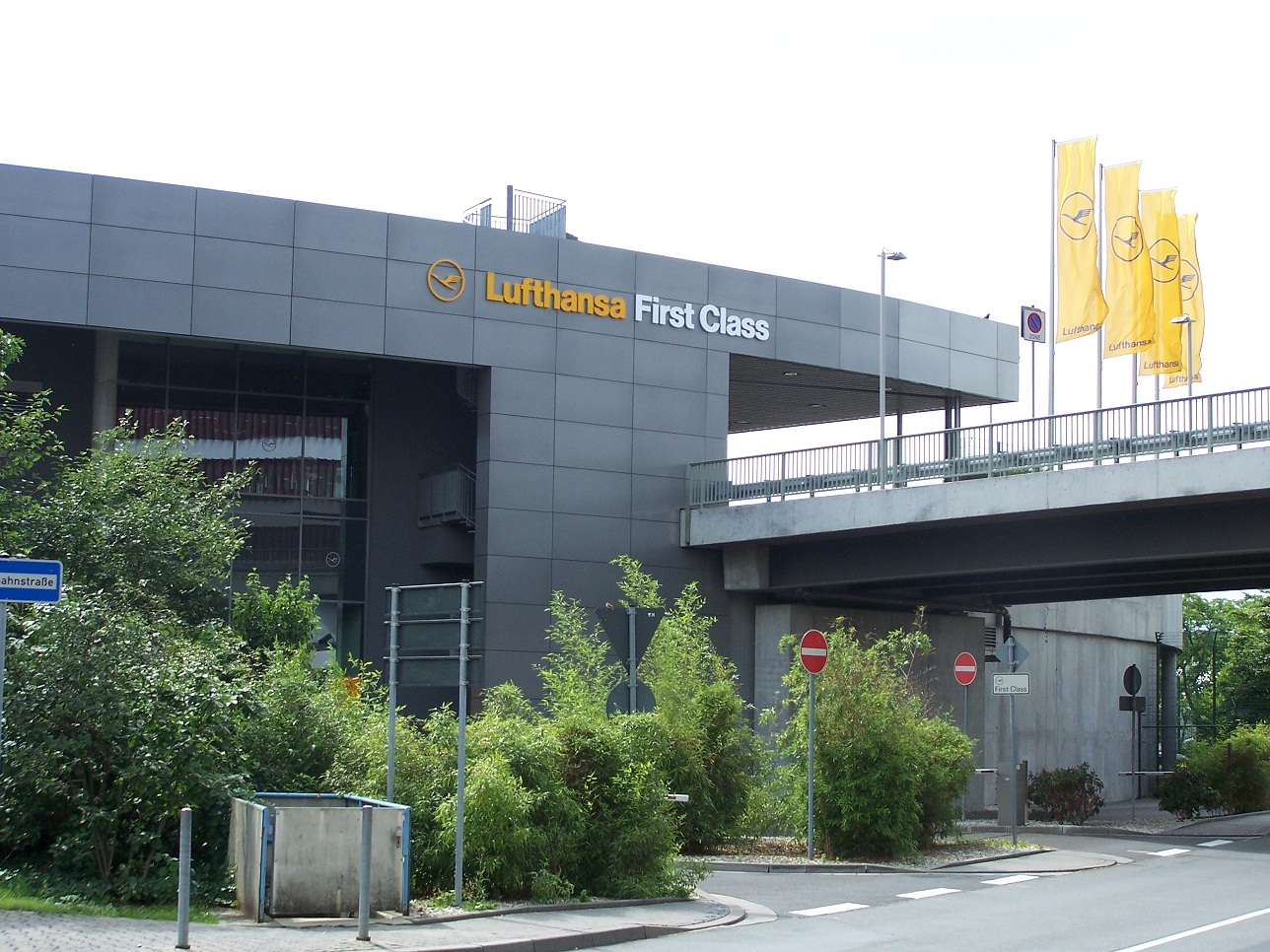
Il terminal di prima classe dell'aeroporto di Francoforte.

Lufthansa gestisce quattro tipi di lounge all'interno della sua rete di destinazione: First Class, Senator, Business e Welcome Lounge. Ciascuna lounge di partenza è accessibile sia tramite classe di viaggio, sia tramite lo stato Miles & More/Star Alliance; la Welcome Lounge è riservata ai passeggeri premium del Gruppo Lufthansa e United Airlines.
Lufthansa gestisce anche un terminal dedicato di prima classe all'aeroporto di Francoforte. Primo terminal del suo genere, l'accesso è limitato solo ai membri Lufthansa First Class in partenza. Circa 200 dipendenti si prendono cura di circa 300 passeggeri al giorno nel terminal, che dispone di un ristorante a servizio completo, bar completo, cigar lounge, sale relax e uffici, nonché bagni. Gli ospiti vengono portati direttamente al volo in partenza da Mercedes-Benz Classe S, Porsche Cayenne, Porsche Panamera o Mercedes-Benz Classe V.

### Miles & More
Miles & More è il programma frequent flyer del Gruppo Lufthansa che premia i passeggeri più fedeli attribuendo un numero di punti/miglia per ogni viaggio effettuato con Air Dolomiti, Austrian, Brussels Airlines, Croatia Airlines, Discover Airlines, Eurowings, LOT Polish Airlines, Lufthansa, Lufthansa City, Luxair, Swiss.
Alcuni di questi vettori (Croatia Airlines, LOT, Luxair) adottano Miles & More come proprio programma frequent flyer pur non facendo parte del Gruppo Lufthansa.
Inoltre si possono accumulare punti volando con i partner aerei di Star Alliance (Aegean Airlines, Air Canada, Air China, Air India, Air New Zealand, ANA, Asiana, Avianca, Copa Airlines, Egyptair, Ethiopian Airlines, EVA Air, Olympic Air, Shenzhen Airlines, Singapore Airlines, TAP Portugal, Thai Airways, Turkish Airlines, United), con altri partner aerei (Air Astana, Cathay Pacific, ITA Airways, LATAM) e vari altri partner (alberghi, autonoleggi, telecomunicazioni, servizi finanziari, ed altri ancora), grazie ai quali – raggiunto un certo numero – si possono richiedere viaggi premio, usufruire di sconti e promozioni, accedere a Lounge aeroportuali e godere di vantaggi e servizi.

## Destinazioni
Al 2025, Lufthansa opera voli di linea verso Algeria, Angola, Argentina, Armenia, Azerbaijan, Bahrein, Brasile, Canada, Cina, Colombia, Corea del Sud, Costa Rica, EAU, Egitto, Europa, Georgia, Guinea Equatoriale, Hong Kong, India, Iran, Iraq, Israele, Giappone, Giordania, Kazakhstan, Kenya, Kuwait, Libano, Maldive, Marocco, Messico, Nigeria, Singapore, Sudafrica, Tanzania, Thailandia e Stati Uniti, oltre a voli verso le destinazioni domestiche.

### Accordi commerciali

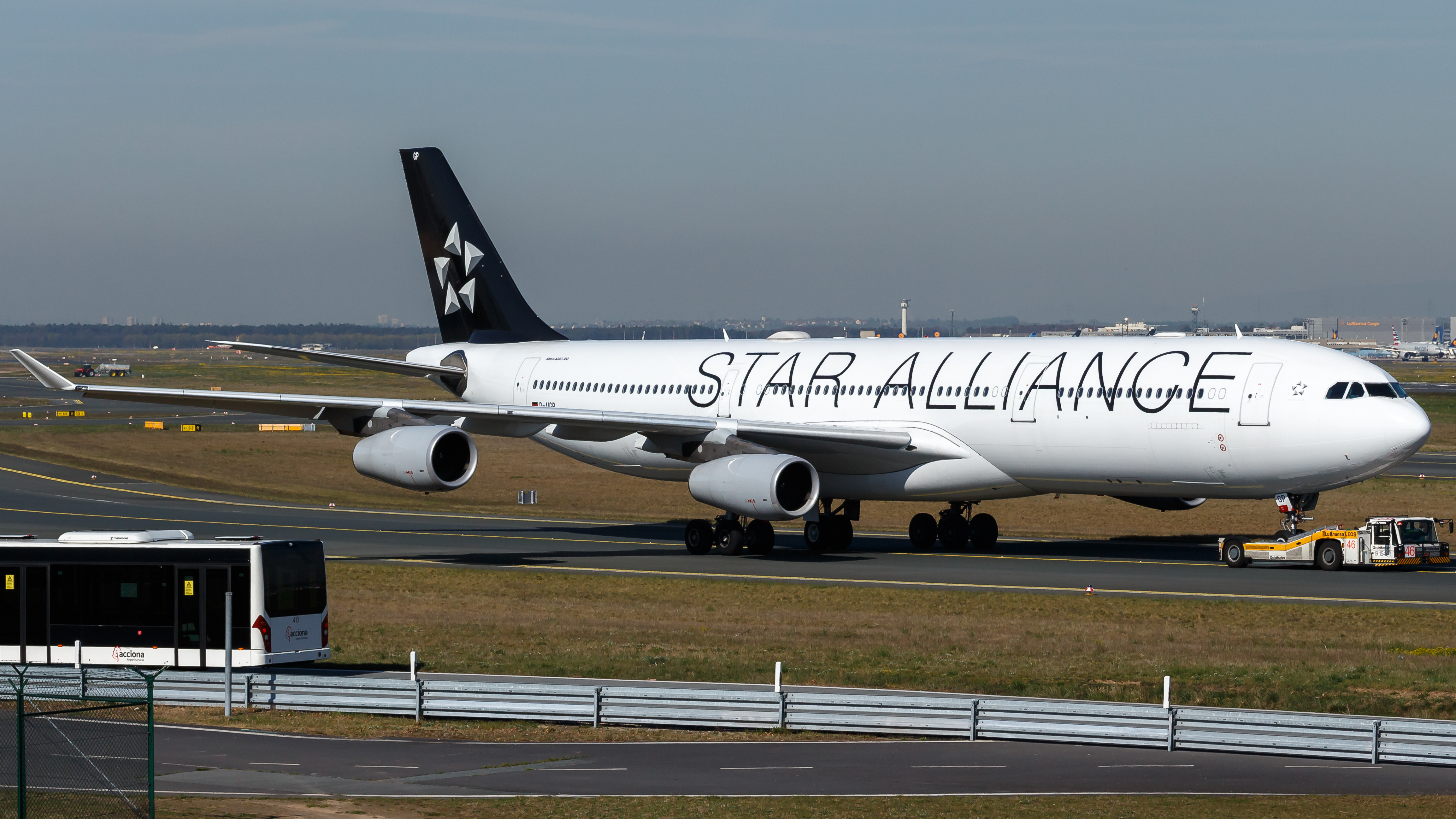
Un Airbus A340-300 di Lufthansa in livrea Star Alliance.

Al 2025 Lufthansa ha accordi di code-share con le seguenti compagnie:
- Aegean Airlines
- Air Astana[66]
- airBaltic[67]
- Air Canada
- Air China
- Air Dolomiti
- Air India
- Airlink[68]
- Air New Zealand
- All Nippon Airways
- Asiana Airlines
- Austrian Airlines
- Avianca
- Bangkok Airways[69]
- Brussels Airlines
- Cathay Pacific[70]
- Copa Airlines
- Croatia Airlines
- Discover Airlines
- EgyptAir
- Ethiopian Airlines
- Etihad Airways[71]
- Eurowings
- Iran Air
- ITA Airways
- KM Malta Airlines[72]
- LATAM Airlines Brasil[73]
- LOT Polish Airlines
- Lufthansa City Airlines
- Luxair
- Oman Air[74]
- Shenzhen Airlines
- Singapore Airlines
- South African Airways
- SunExpress
- Swiss International Air Lines
- TAP Air Portugal
- Thai Airways International
- Turkish Airlines
- United Airlines
- Widerøe[75]

### Alleanze
Il 14 maggio 1997 Lufthansa è stata uno dei cinque vettori fondatori di Star Alliance, la prima grande alleanza globale, di cui fa tuttora parte.

## Flotta

### Flotta attuale

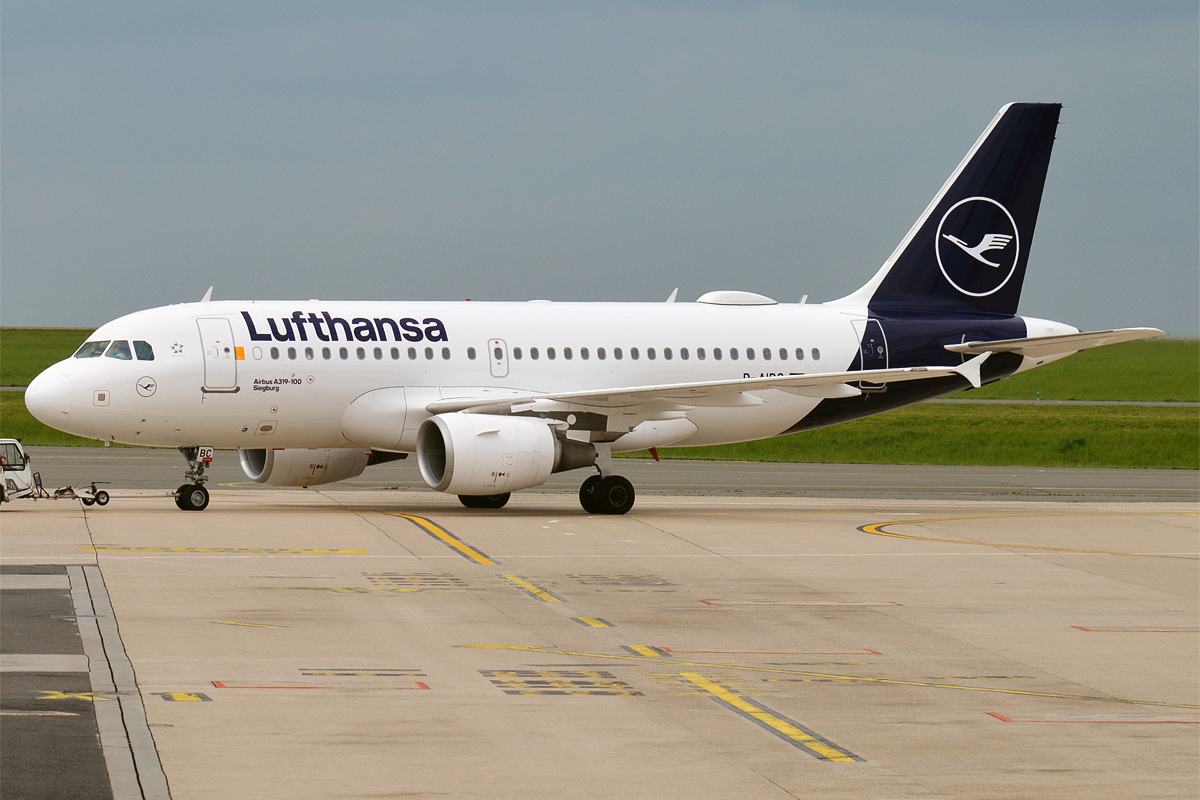
Un Airbus A319-100.

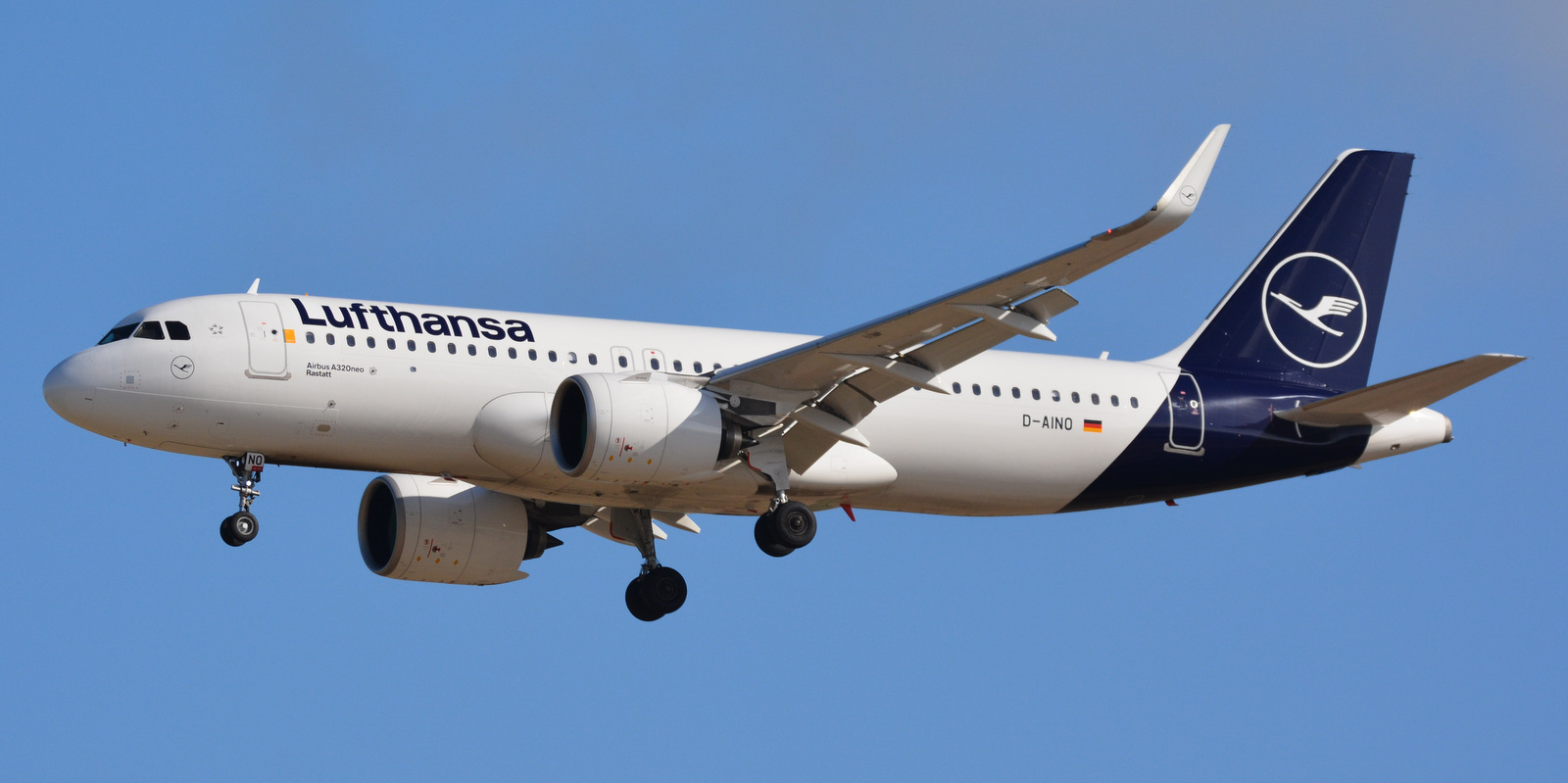
Un Airbus A320neo.

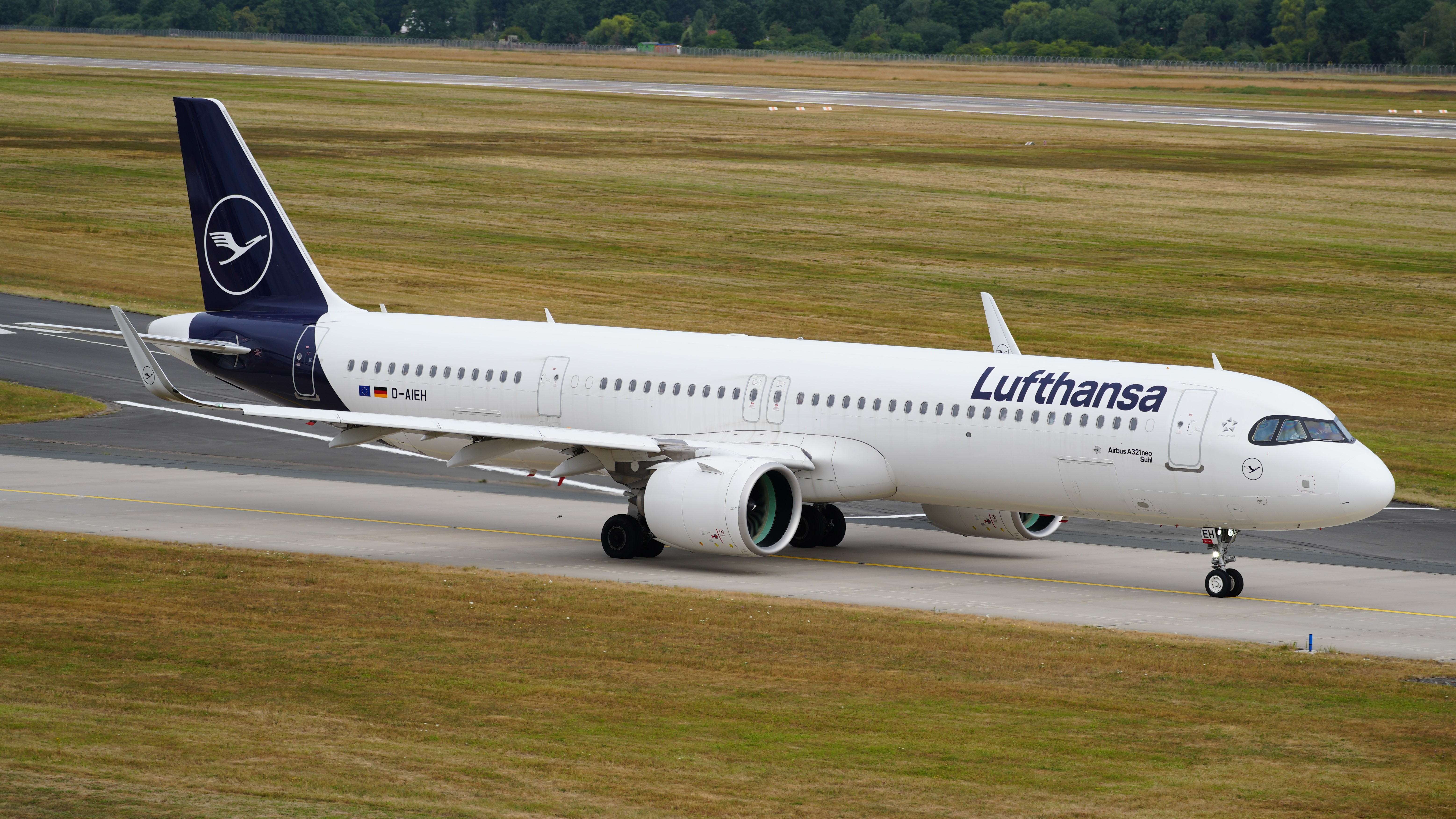
Un Airbus A321neo.

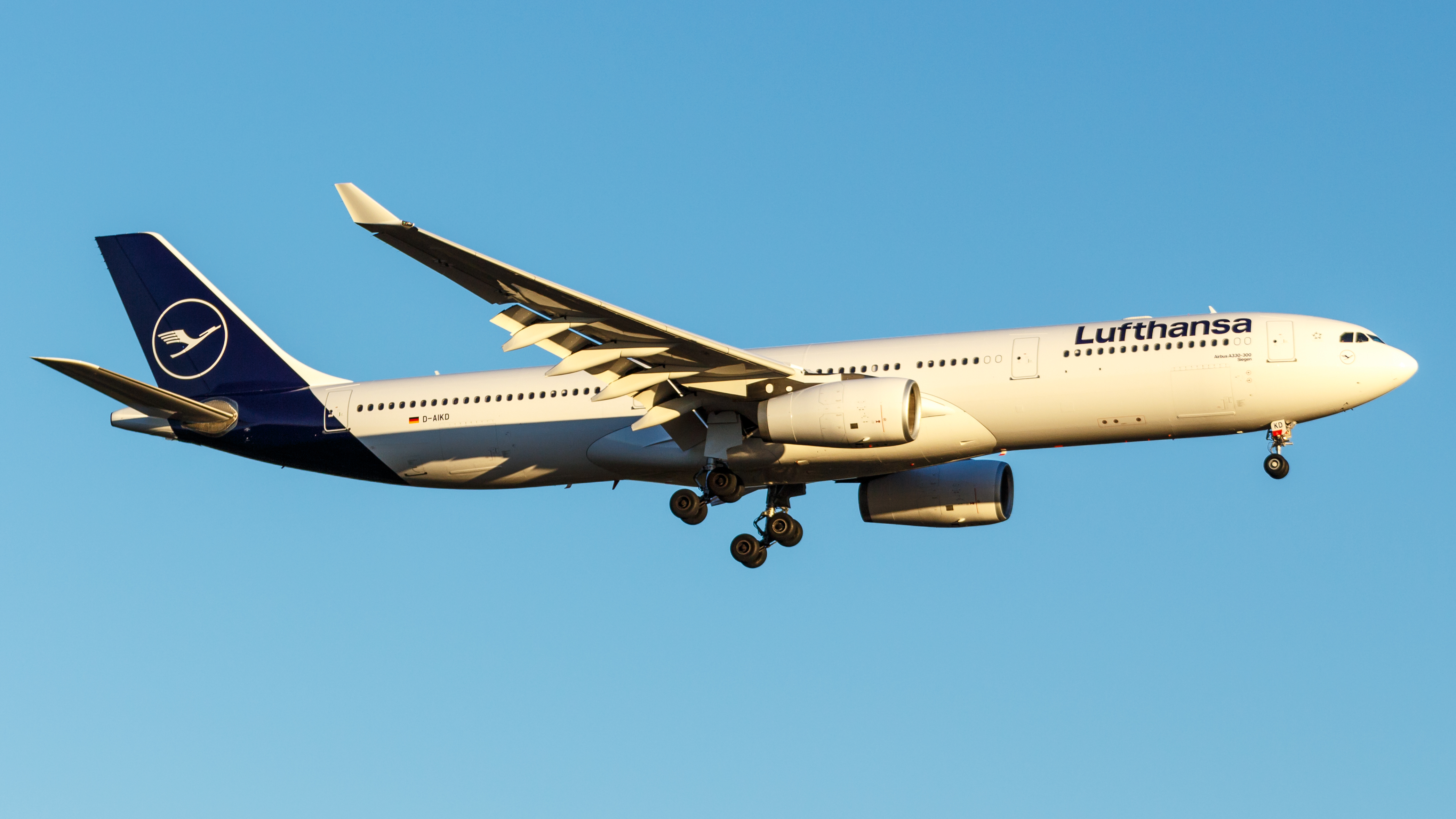
Un Airbus A330-300.

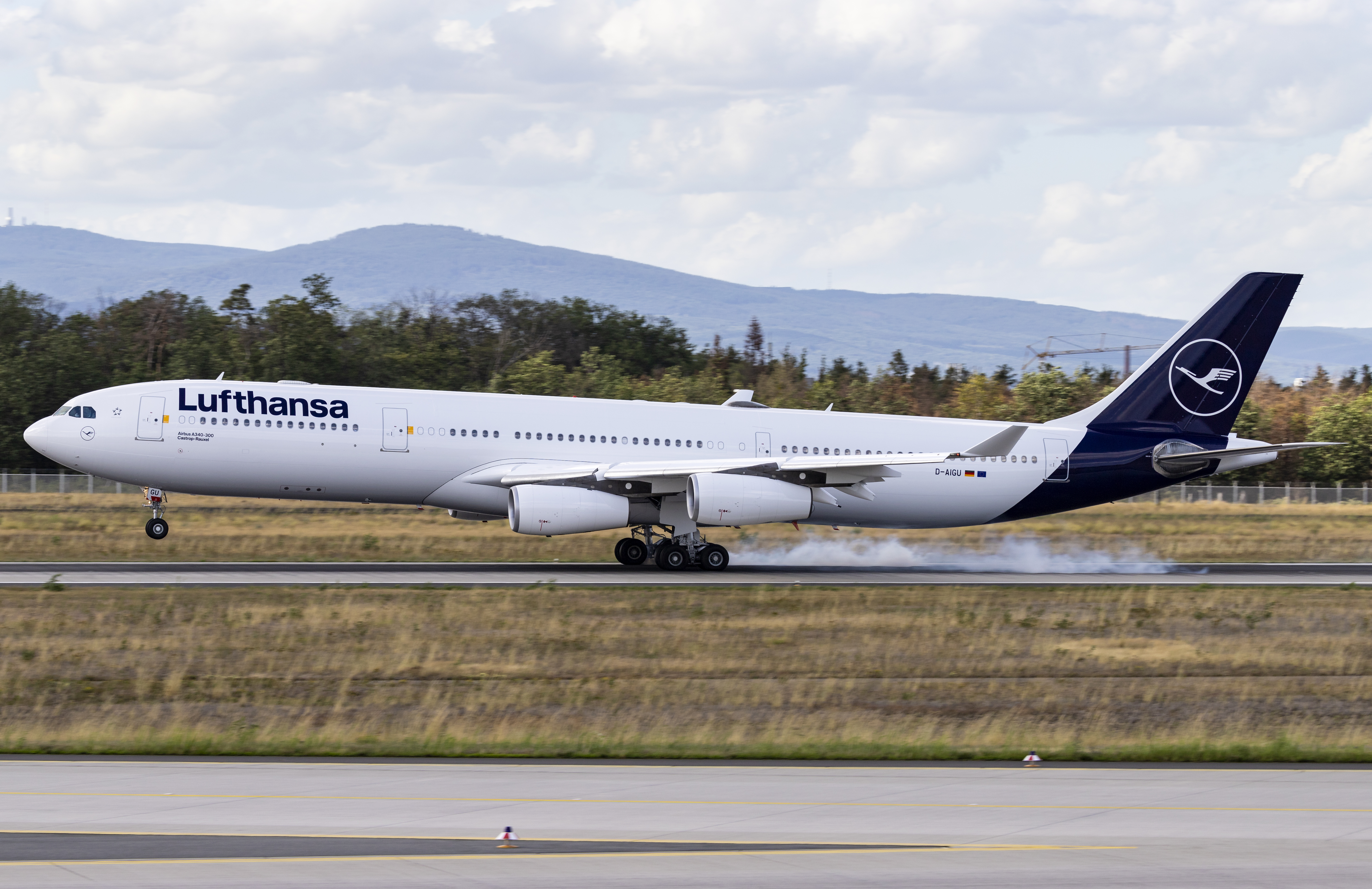
Un Airbus A340-300.

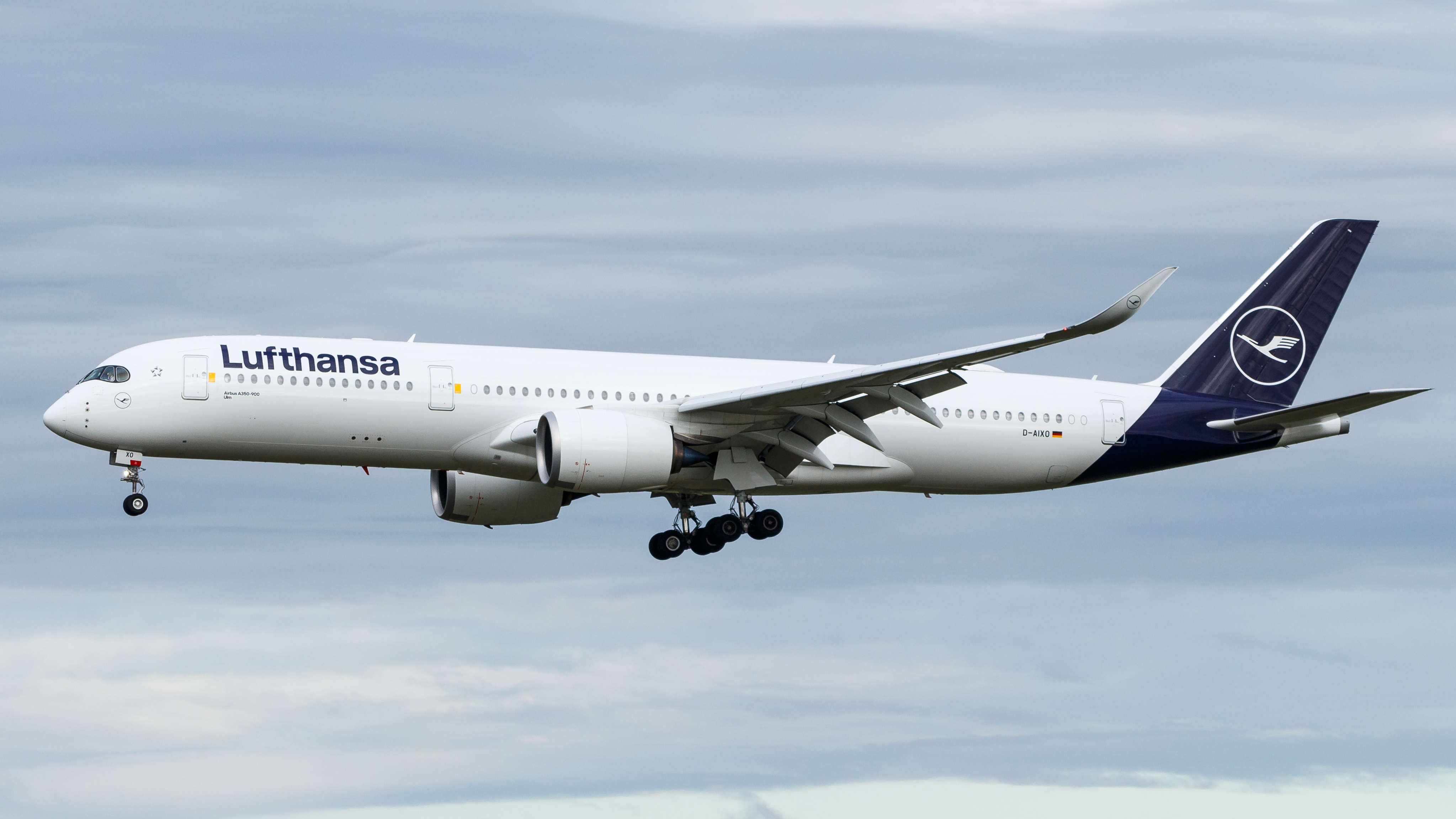
Un Airbus A350-900.

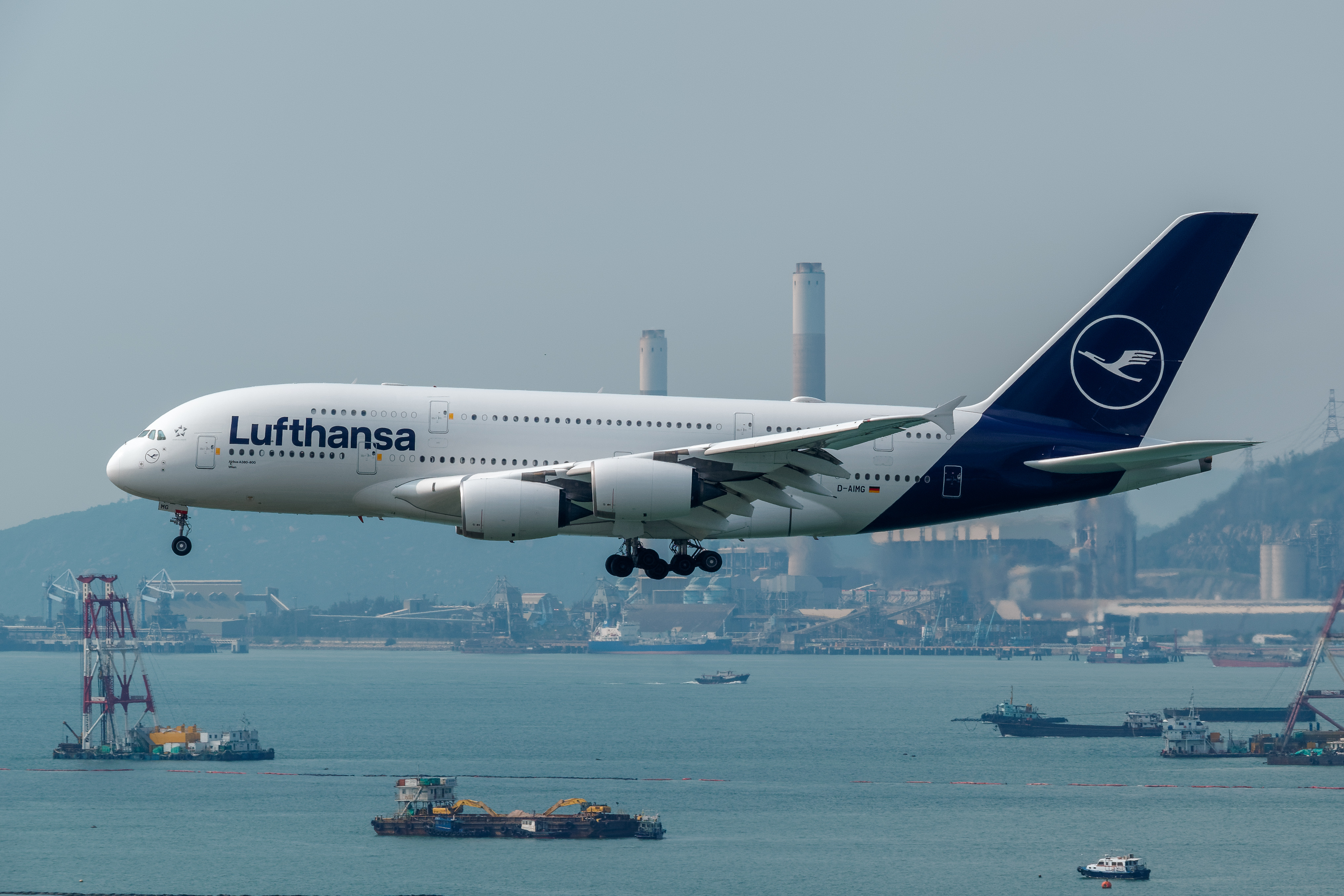
Un Airbus A380-800.

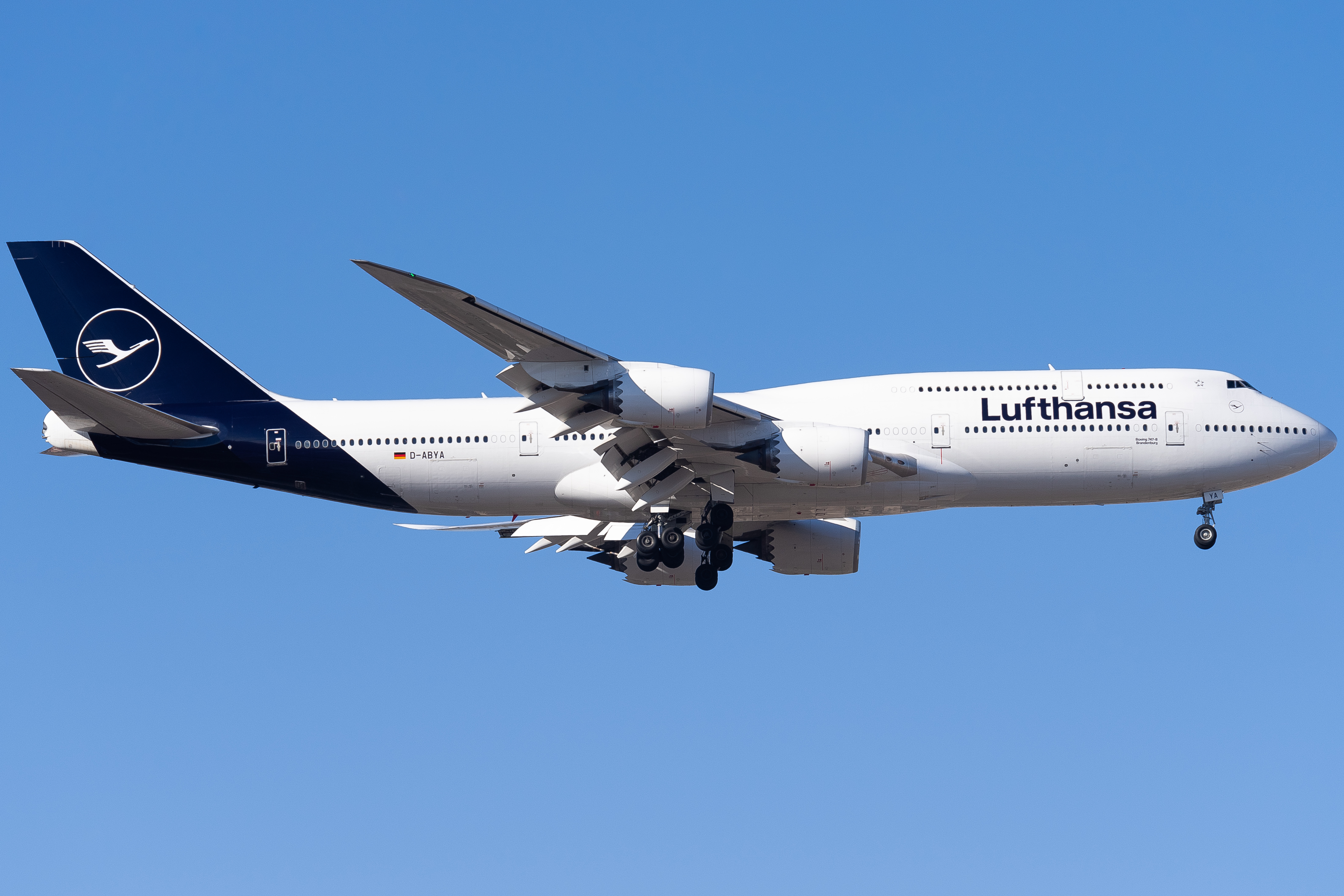
Un Boeing 747-8I.

Ad aprile 2025 la flotta di Lufthansa è così composta:

### Flotta storica

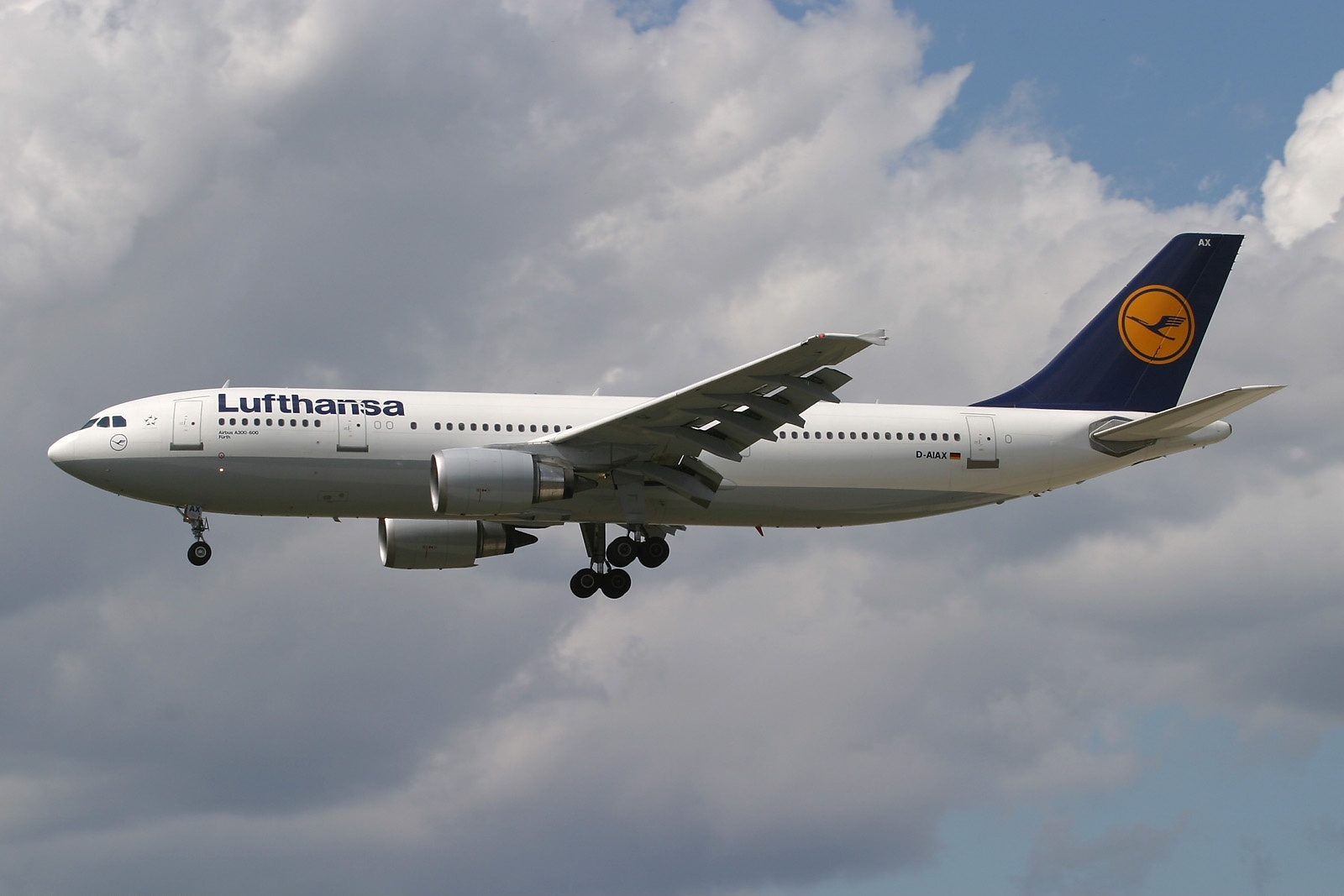
Un Airbus A300B4.

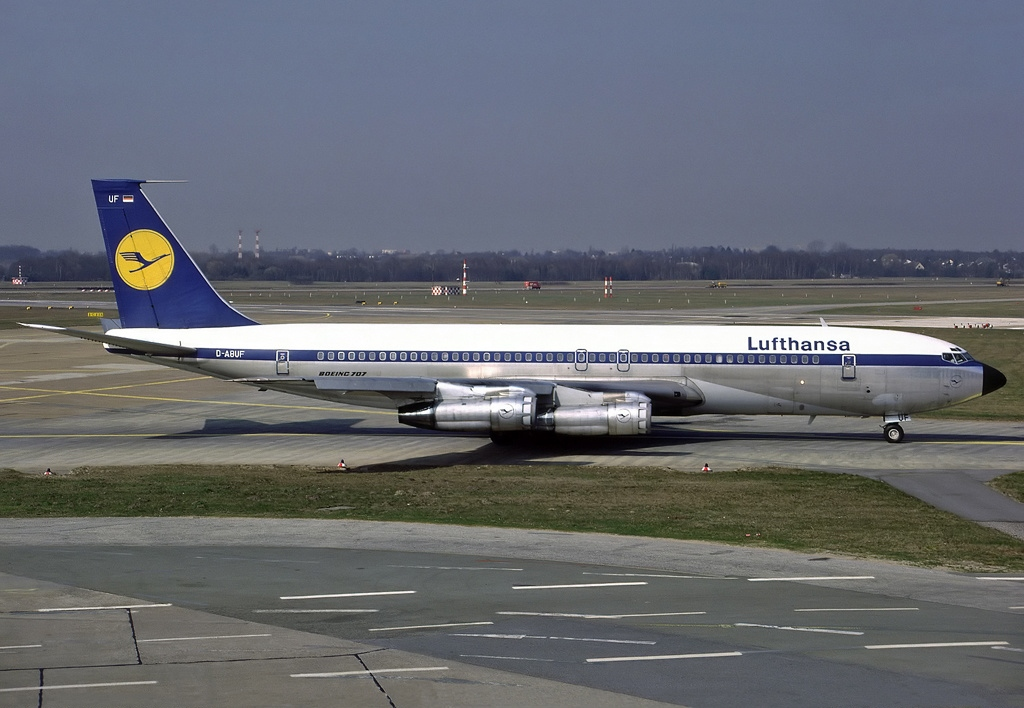
Un Boeing 707-320C.

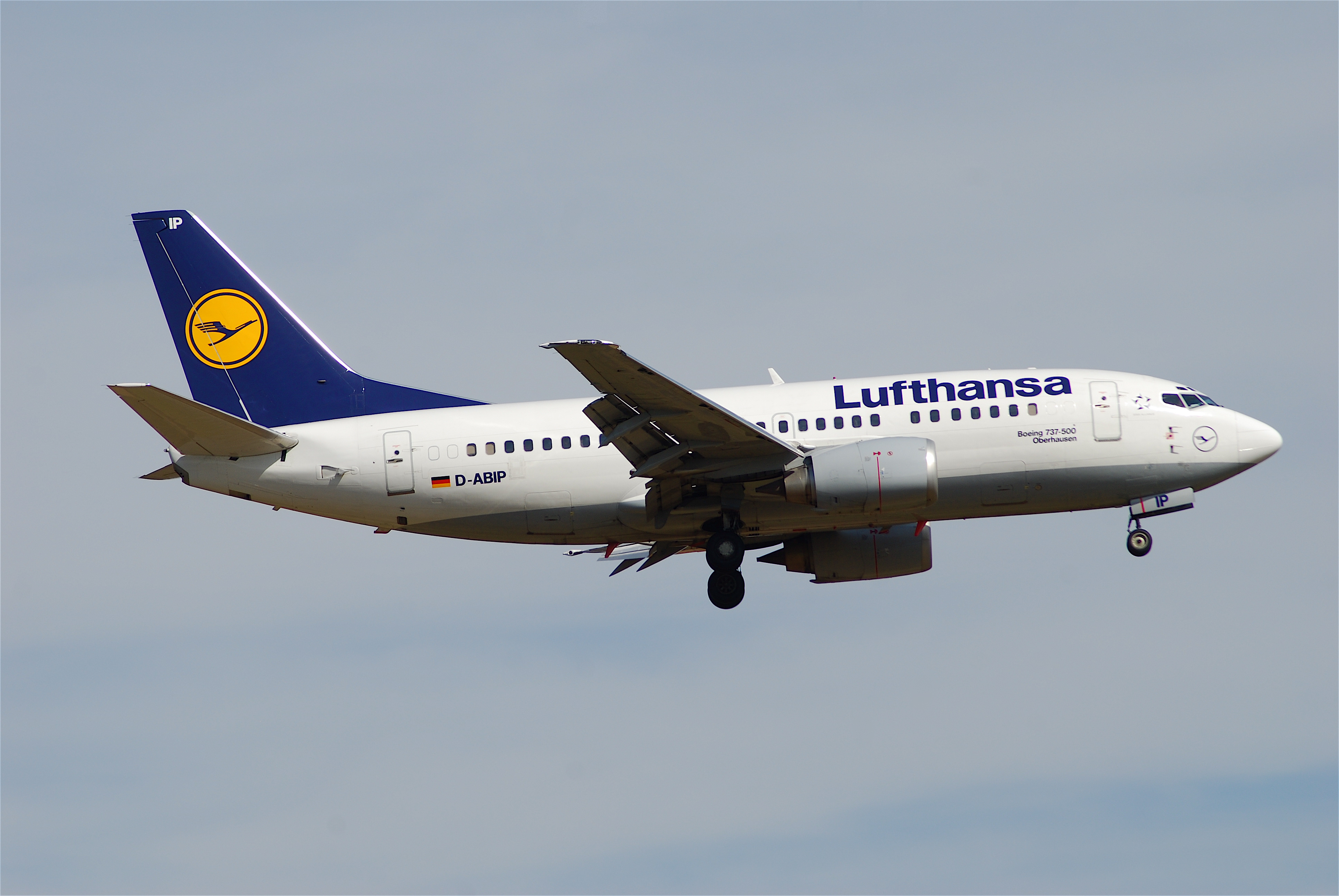
Un Boeing 737-500.

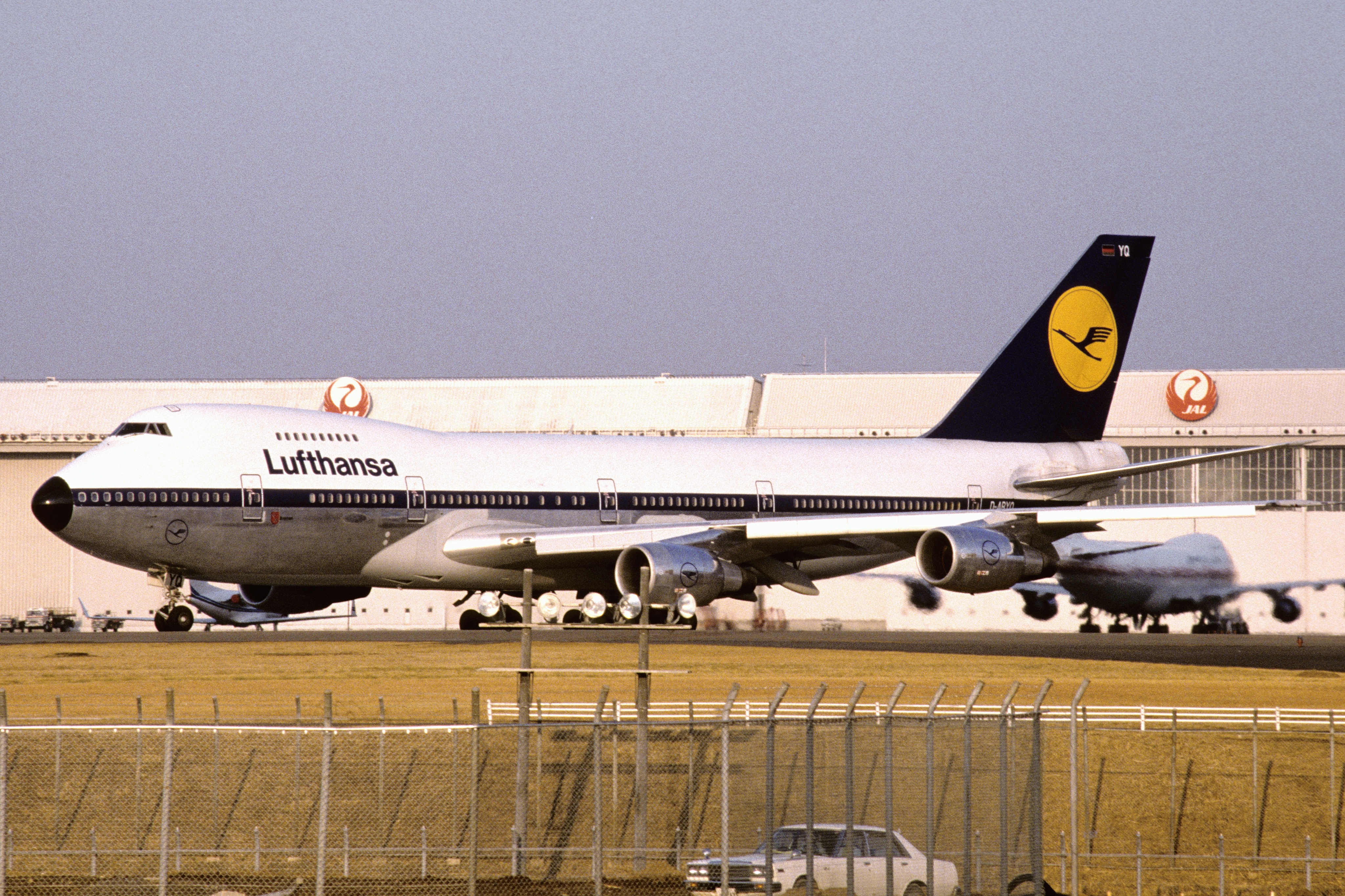
Un Boeing 747-200.

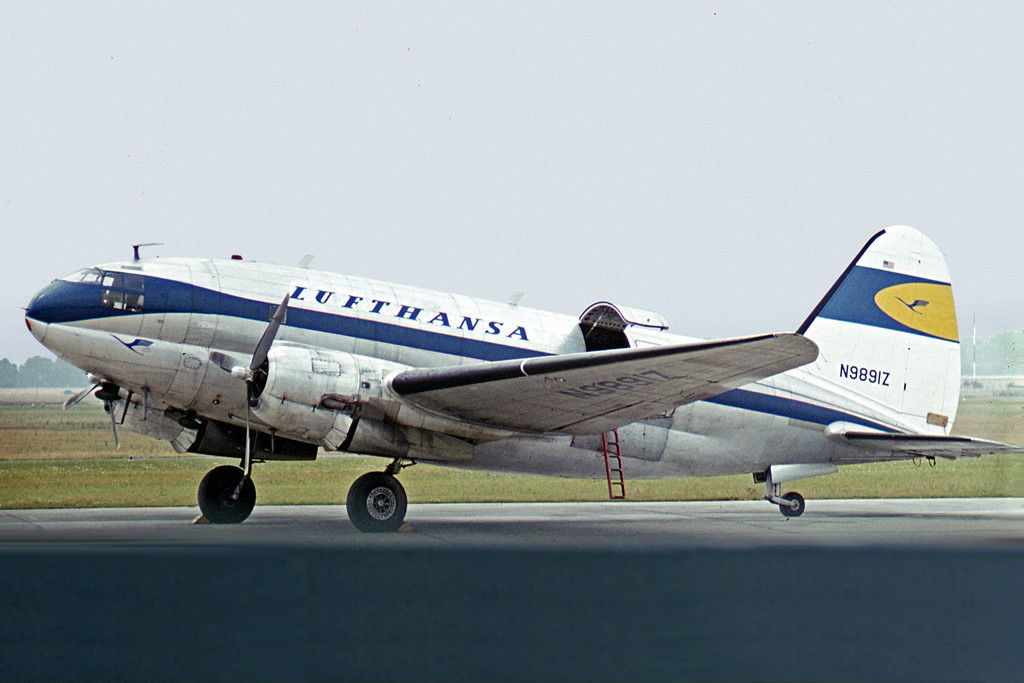
Un Curtiss C-46 Commando.

Lufthansa operava in precedenza con i seguenti aeromobili:

## Incidenti
- L'11 gennaio 1959, il volo Lufthansa 502, un Lockheed Super Constellation, mentre operava la tratta tra il Senegal e il Brasile, si schiantò vicino alla spiaggia di Flecheiras, poco prima della pista. Tutti i 29 passeggeri e sette dei dieci membri dell'equipaggio rimasero uccisi. Fu il primo incidente mortale che coinvolse Lufthansa da quando si era formata nel 1955.[87]
- Il 28 gennaio 1966, il volo Lufthansa 005, un Convair CV-440, subì uno stallo aerodinamico durante l'avvicinamento a Brema. Nell'incidente persero la vita tutti i 46 passeggeri. A bordo dell'aereo, partito da Francoforte, vi era una selezione della nazionale italiana di nuoto, accompagnata dallo staff tecnico e dal giornalista RAI Nico Sapio, diretta al meeting di Brema, uno dei più prestigiosi eventi della stagione.[88]
- Tra il 22 e il 23 febbraio 1972, il volo Lufthansa 649, un Boeing 747-200B, venne dirottato da un gruppo palestinese. Alla fine, tutti gli ostaggi furono rilasciati quando il governo della Germania Ovest pagò un riscatto di 5 milioni di dollari.[89]
- Il 29 ottobre 1972, il volo Lufthansa 615, un Boeing 727-100, venne dirottato da un gruppo palestinese allo scopo di richiedere la liberazione dei tre autori sopravvissuti del massacro di Monaco da una prigione della Germania Ovest.[90]

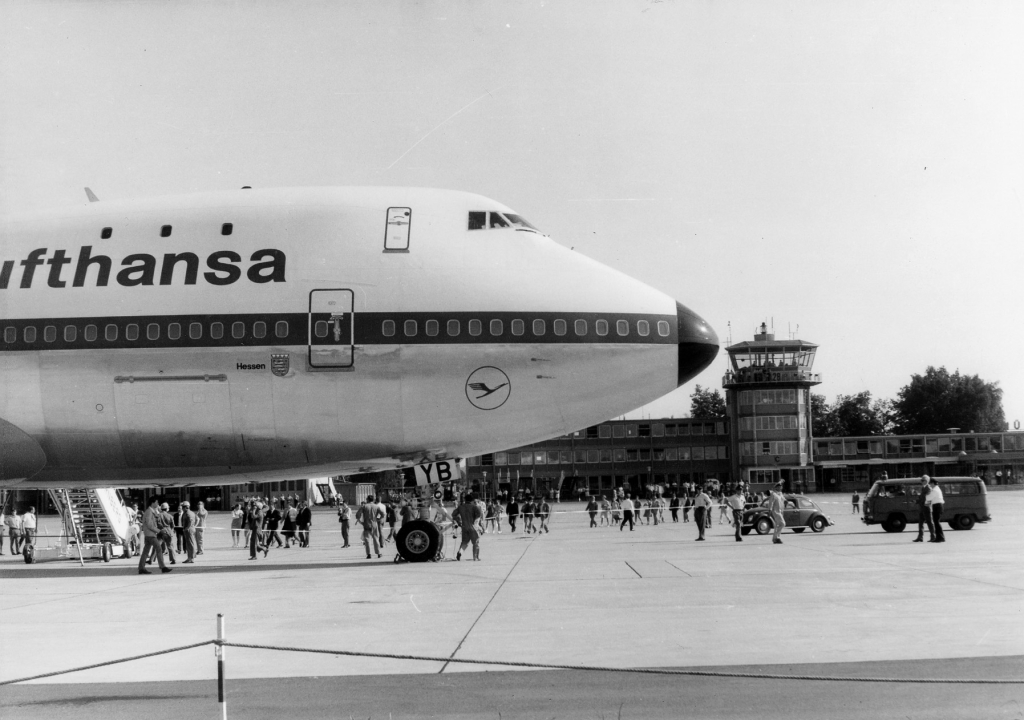
Il D-ABYB, l'aereo distrutto nell'incidente del volo 540, è stato il secondo di 3 Boeing 747-100 consegnati a Lufthansa. Qui è visto durante un evento promozionale all'aeroporto di Norimberga nel 1970.

- Il D-ABYB, l'aereo distrutto nell'incidente del volo 540, è stato il secondo di 3 Boeing 747-100 consegnati a Lufthansa. Qui è visto durante un evento promozionale all'aeroporto di Norimberga nel 1970.Il 20 novembre 1974, il volo Lufthansa 540, un Boeing 747-100, precipitò e prese fuoco poco dopo il decollo dall'aeroporto internazionale Jomo Kenyatta di Nairobi. Questo fu il primo incidente con vittime per famiglia dei Boeing 747. Persero la vita 59 dei 157 a bordo.[91]
- Tra il 13 e il 18 ottobre 1977, il volo Lufthansa 181, un Boeing 737-200, venne dirottato da quattro membri del Fronte Popolare per la Liberazione della Palestina che formarono il "Commando Martyr Halima". L'obiettivo del dirottamento era di assicurare il rilascio dei leader della Rote Armee Fraktion, rinchiusi nelle carceri tedesche. Nelle prime ore del 18 ottobre, subito dopo la mezzanotte, il gruppo antiterrorismo della Germania Ovest, il GSG 9, sostenuto dalle forze armate somale, prese d'assalto l'aereo a Mogadiscio, in Somalia, che si concluse con il salvataggio di 90 passeggeri.[92]
- Il 26 luglio 1979, il volo Lufthansa 527, un Boeing 707-330C operante un volo cargo, colpì una montagna poco dopo il decollo da Rio de Janeiro, in Brasile. Tutti i tre occupanti persero la vita.[93]
- L'11 febbraio 1993, il volo Lufthansa 592, un Airbus A310-300, venne dirottato da Nebiu Demeke, un uomo etiope in cerca di asilo che costrinse il pilota a volare verso l'aeroporto internazionale John F. Kennedy di New York City. L'aereo atterrò in sicurezza e l'uomo, armato, si arrese pacificamente e senza incidenti. Fu accusato di dirottamento aereo da un tribunale distrettuale degli Stati Uniti e condannato a 20 anni di reclusione.[94]
- Il 14 settembre 1993, il volo Lufthansa 2904, un Airbus A320-200, uscì di pista durante l'atterraggio all'aeroporto di Varsavia-Chopin, provocando la morte di due occupanti. La causa principale dell'incidente furono le decisioni e le azioni errate dell'equipaggio. Alcune di queste furono prese dopo la ricezione delle informazioni meteorologiche relative ai wind shear, prodotti dal fronte sopra l'aeroporto, accompagnato da un'intensa variazione dei parametri del vento e da forti piogge sulla pista stessa.[95]
- L'11 giugno 2018, un Airbus A340-300, marche D-AIFA, veniva rimorchiato all'aeroporto di Francoforte, in Germania, quando scoppiò un incendio nel veicolo che lo stava trainando. L'aereo subì danni sostanziali al muso e alla sezione della cabina di pilotaggio. Dieci membri del personale dell'aeroporto, composto da personale di terra e soccorritori, riportarono ferite lievi a causa dell'inalazione di fumo. L'A340, ormai danneggiato irreparabilmente, venne ritirato dal servizio.[96]